# Georgien
Georgien ([geˈɔrgi̯ən], georgisch საქართველოⓘ Sakartwelo [sɑkʰɑrtʰvɛlɔ], veraltet Grusinien) ist ein eurasischer Staat im Südkaukasus, östlich des Schwarzen Meeres und südlich des Großen Kaukasus gelegen. Im Norden wird er von Russland, im Süden von der Türkei und Armenien, im Osten von Aserbaidschan begrenzt. Die Landesteile Abchasien und Südossetien sind von russischen Streitkräften besetzt und nicht unter Kontrolle der georgischen Regierung.
Mit rund 3,7 Millionen Einwohnern (2020) auf einer Fläche von 57.215 km² (ohne die besetzten Landesteile) ist Georgien eher dünn besiedelt. Etwa ein Drittel der Bevölkerung lebt in der Hauptstadtregion um Tiflis, weitere große Städte sind Batumi, Kutaissi und Rustawi.

## Geographie

### Lage und Besonderheiten

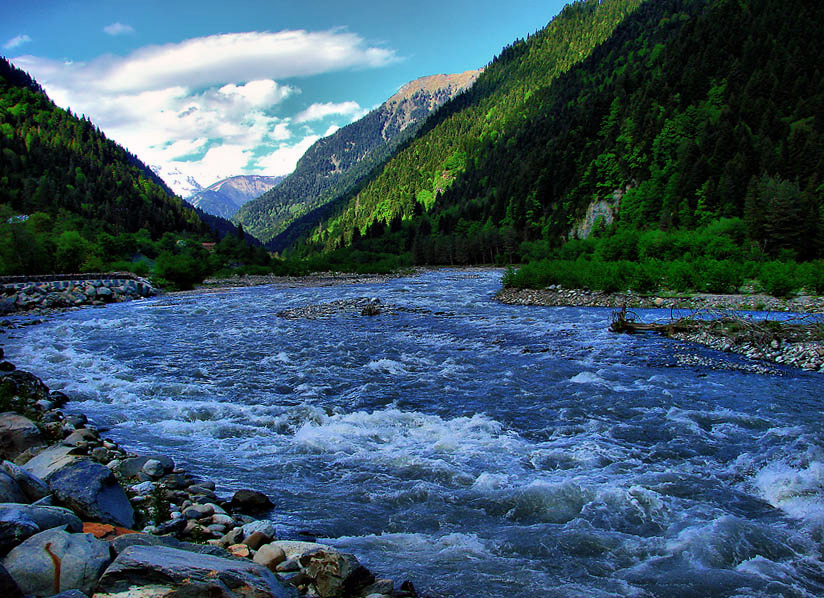
Rioni, drittlängster Fluss Georgiens

Georgien liegt in Vorderasien, wird aber von seinen Bewohnern als „Balkon Europas“ bezeichnet. Nach alternativen Varianten der innereurasischen Grenze wird Georgien ganz oder teilweise Europa zugerechnet. Die Gesamtfläche entspricht mit 69.700 Quadratkilometern ungefähr der von Bayern. Gebirge und Vorgebirge bedecken 87 Prozent des Landes. Im Norden liegt die Südabdachung des Großen Kaukasus. Im Süden befinden sich die westlichen Rücken des Kleinen Kaukasus und der Rand des vulkanischen Armenischen Hochlandes.
Zwischen den beiden Hochgebirgen dehnt sich im Westen die Kolchische Tiefebene (nach dem antiken Kolchis), im Osten die Transkaukasische Senke, die sich in die Innerkartli-, die Niederkartli- und die Alasani-Ebene unterteilt. West- und Ostgeorgien werden durch den Lichi-Gebirgszug getrennt, der sich von Norden nach Süden erstreckt.
Der höchste Berg ist der Schchara im Großen Kaukasus mit 5201 Metern. Der längste Fluss in Georgien, dort auf 
435 Kilometer Länge Mtkvari genannt, ist die Kura (türkisch, russisch usw.), die im Kleinen Kaukasus in der Türkei entspringt und nach insgesamt über 1515 km aus Aserbaidschan in das Kaspische Meer mündet. Weitere Flüsse sind der Alasani (351 km), der Rioni (333 km) und der Enguri (213 km). Größter See ist der auf 2073 Metern Höhe gelegene Parawani mit einer Ausdehnung von 37,5 Quadratkilometern. Die Werjowkina-Höhle ist mit 2212 Metern die tiefste bekannte Höhle der Welt.
Im Südwesten Georgiens liegt die autonome Republik Adscharien, im Nordwesten Abchasien, im Norden das Gebiet Südossetien. Die abtrünnigen autonomen Republiken Abchasien und Südossetien stehen derzeit nicht unter der Kontrolle der georgischen Regierung; die von beiden Gebieten beanspruchte staatliche Souveränität wird von fünf Staaten anerkannt und von 6.000 bis 10.000 Soldaten der Streitkräfte Russlands unterstrichen.

### Klima, Klimawandel
Der Kaukasus schützt Georgien vor Kaltluftwellen aus dem Norden und erlaubt dem Schwarzen Meer, das Land zu erwärmen. Die Klimazonen reichen von einem subtropisch-feuchten Klima im Westen bis hin zu einem trockenen und gemäßigten Kontinentalklima im Osten. Die durchschnittliche Lufttemperatur schwankt zwischen 15 °C im West- und 11 °C bis 13 °C im Ostteil. Der durchschnittliche Niederschlag im Westen beträgt 3000 mm, im Osten 400 mm. Der Frühling in Georgien ist kurz, mit abrupten Klimaschwankungen, der Sommer oft sengend heiß. Der Herbst ist sonnig-warm, der Winter in tieferen Lagen schneearm, im Hochgebirge dagegen schneereich.
Auch Georgien ist vom Klimawandel betroffen. Besonders zeigt sich dies in den Gebirgsregionen des Großen Kaukasus. Hier treten Hochwasser und Hanginstabilitäten immer häufiger auf. Ursachen sind die Zunahme an Starkniederschlägen sowie der Gletscherschmelze in den Gebirgen. Gefahren durch Murgänge nehmen dadurch zu und die durch Muren verursachten Schäden sind entlang der Georgischen Heerstraße, über den Kreuzpass bis in die teilweise vergletscherte Region Stepanzminda am Fuß des 5047 Meter hohen Kasbek beträchtlich. Auch das niederschlagsreiche Westgeorgien verzeichnet zunehmend Hochwasserereignisse.

### Flora und Fauna

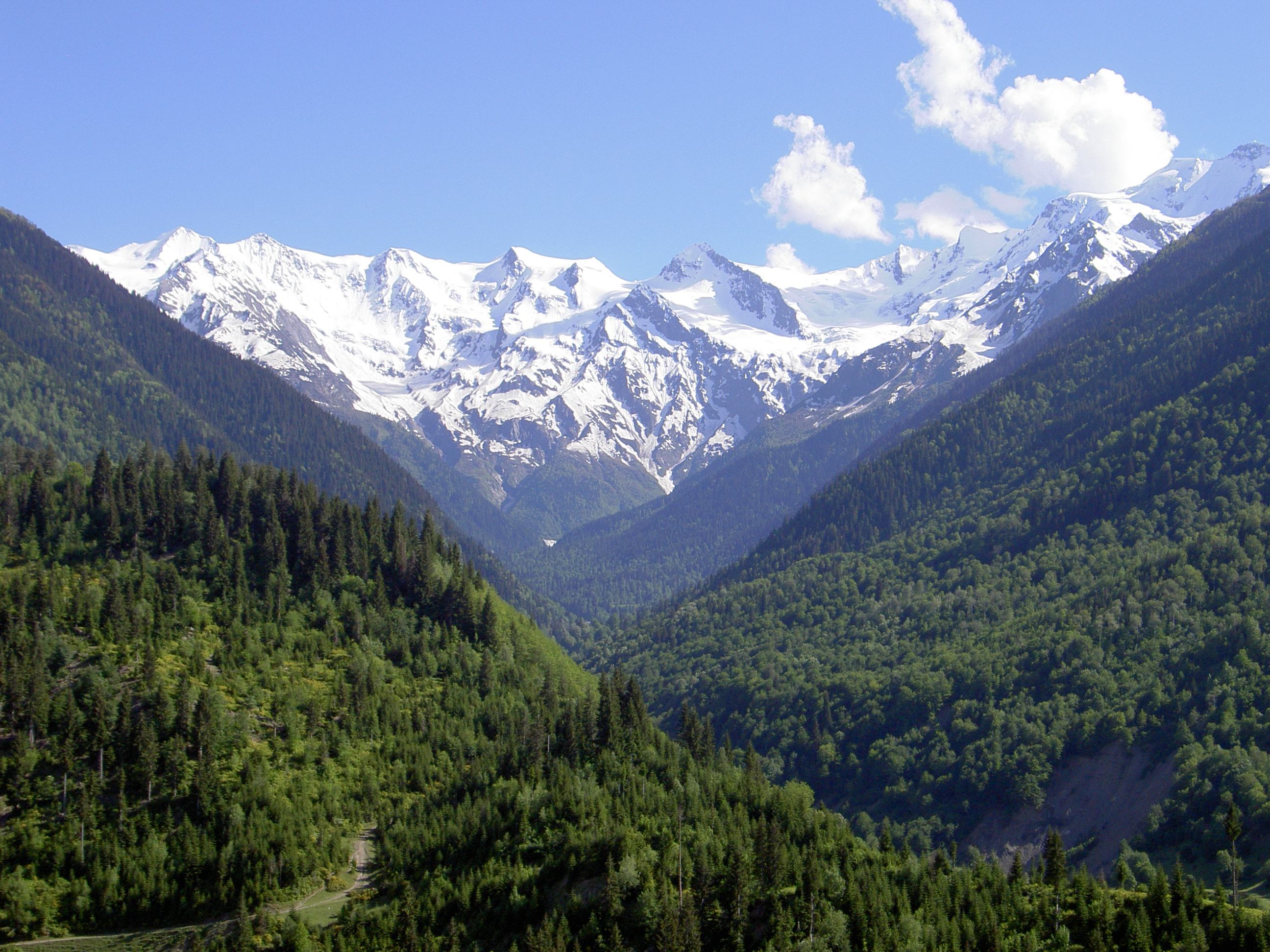
Waldgebiete im Kaukasus, Region Swanetien

Georgien hat dank unterschiedlicher Klimazonen eine hohe Artenvielfalt. Abgeschlossene Täler begünstigten die Entwicklung endemischer (nur in dieser Region beheimateter) Pflanzen und Tierarten. Der WWF zählt Georgien zu den 238 wichtigsten Ökoregionen der Erde. Die IUCN hat es als globales Zentrum der Pflanzenvielfalt benannt und BirdLife International als weltweites endemisches Vogelgebiet ausgewiesen.
44 Prozent des Landes sind mit Wald bedeckt, fünf Prozent davon sind Urwald. 40 Prozent der Wälder sind in ihrer ursprünglichen Struktur erhalten geblieben. In den niederen Berggebieten wachsen vor allem Laubwald (Eichen, Buchen), in höheren Lagen Nadelhölzer (Fichten und Tannen, darunter die Nordmanntanne). Oberhalb der Baumgrenze breiten sich subalpine und alpine Wiesen aus. Das Gebirge im Süden, die Tiefebene und die Transkaukasische Senke waren früher Steppen. Heute sind sie überwiegend kultiviert.
Das Land zählt ca. 4100 Pflanzenarten. Davon sind etwa 1000 dort endemisch und 1000 im Kaukasus. Nach einer Zählung des WWF sind in Georgien allein rund 400 Baum- und Straucharten zu Hause. 61 davon sind endemisch, 60 Arten gelten als weltweit bedroht und wurden in die Rote Liste aufgenommen.
Georgien beherbergt Hunderte verschiedene Wirbeltierarten. Darunter sind etwa 322 Vogelarten, 84 Fischarten, 52 Reptilienarten, 13 Amphibienarten und etwa 105 Säugetierarten. Zu den letzteren gehören Raubtiere wie Braunbären, Wölfe, Luchse, Goldschakale und die nur noch sehr seltenen Kaukasusleoparden; Asiatische Löwen und Kaspische Tiger sind in historischer Zeit verschwunden. Von den seit Mitte des 20. Jahrhunderts selten gewordenen Streifenhyänen ließen sich auf georgischer Seite des trockenen Grenzgebiets zu Aserbaidschan in den 1950er–70er-Jahren noch ein bis zwei Tiere nachweisen. Feuchtgebiete beherbergen den selten gewordenen Fischotter. Das für den namensgebenden Gebirgszug endemische Kaukasusbirkhuhn hat in Georgien seinen größten Bestand. Es gibt auch verschiedene endemische Eidechsenarten. Das Land ist sehr artenreich an wirbellosen Tieren. Bisher sind 600 Spinnenarten nachgewiesen worden.

### Umwelt- und Naturschutz

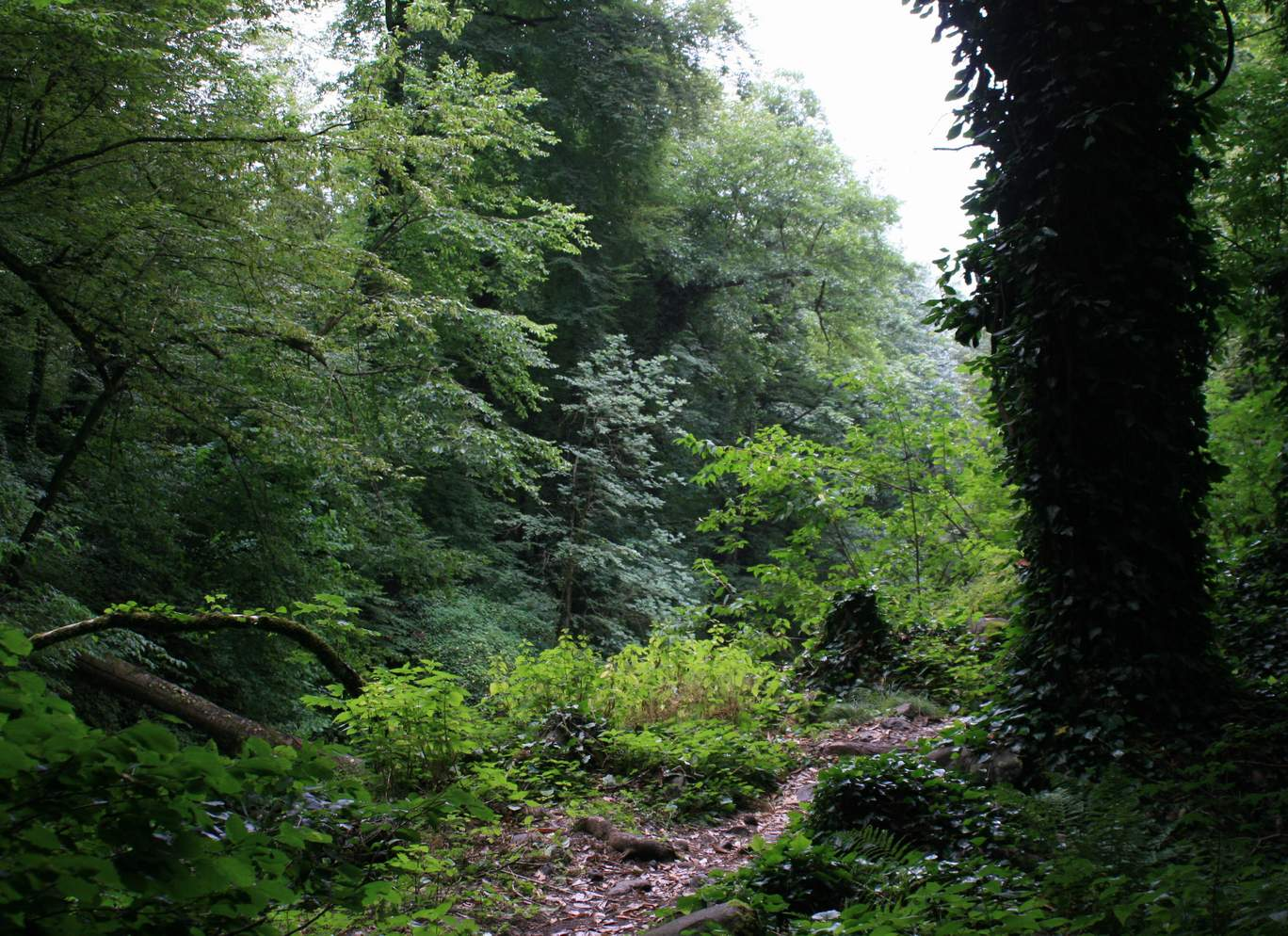
Lagodechi-Nationalpark

Im Umweltschutz gibt es viele ungelöste Probleme. Dazu zählen die Luftverschmutzung, besonders im industriellen Umfeld von Rustawi, die starke Verschmutzung der Kura und des Schwarzen Meeres bei Poti und Batumi. Die Trinkwasserversorgung ist unzureichend. Viele Böden sind durch giftige Chemikalien kontaminiert. Im südlichen Kaukasus fehlt eine übergreifende Landnutzungsplanung, die die geschützte Natur von landwirtschaftlichen und industriellen Flächen trennt. Waldgebiete werden großräumig für illegale Exporte in die Türkei abgeholzt.
Georgien hat elf staatliche Naturschutzgebiete. Das größte ist der Nationalpark Bordschomi-Charagauli im Kleinen Kaukasus (85.000 Hektar). Er wurde mit Hilfe Deutschlands sowie des World Wide Fund for Nature errichtet und 2001 eröffnet. Er ist eines der größten zusammenhängenden Naturschutzgebiete in Asien. Der Nationalpark Tuscheti umfasst 83.007 Hektar, der Nationalpark Kolkheti in der kolchischen Tiefebene, der dem Schutz des gleichnamigen subtropisch-feuchten Lorbeerwaldes dient, ist 80.799 Hektar groß, der Nationalpark Waschlowani 25.112 Hektar und das Schutzgebiet Tuscheti 27.903 Hektar. Ältester Nationalpark Georgiens ist der Lagodechi-Nationalpark mit 17.688 Hektar, der 1912 gegründet wurde.

### Städte
Im Jahr 2023 lebten 61 Prozent der Einwohner Georgiens in Städten. Die größten Städte des Landes sind (Stand: 2016):
- Tiflis (1.082.400 Einwohner)
- Batumi (154.600 Einwohner)
- Kutaissi (147.900 Einwohner)
- Rustawi (126.000 Einwohner)
- Sochumi (63.300 Einwohner)
- Gori (48.300 Einwohner)
- Sugdidi (42.700 Einwohner)
- Poti (41.500 Einwohner)

## Bevölkerung

### Demografie

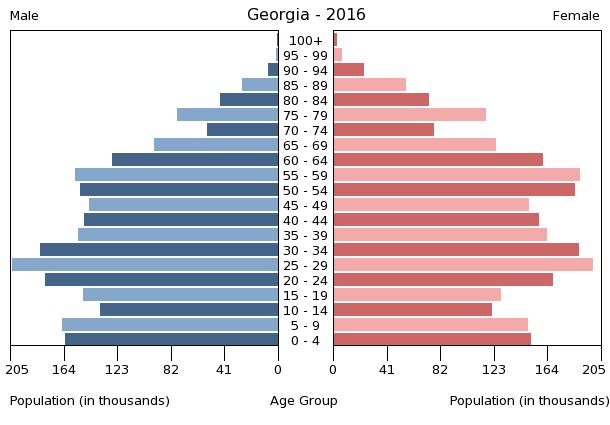
Bevölkerungspyramide Georgien 2016

Bevölkerungsdichte der Gemeinden Georgiens 2018

Georgien hatte 2022 3,7 Millionen Einwohner. Das jährliche Bevölkerungswachstum betrug + 0,1 %. Trotz eines Sterbeüberschusses (Geburtenziffer: 13,1 pro 1000 Einwohner vs. Sterbeziffer: 15,2 pro 1000 Einwohner) wuchs die Bevölkerung durch Migration. Die Anzahl der Geburten pro Frau lag 2022 statistisch bei 2,1, die der Region Europa und Zentralasien betrug 1,7. Die Lebenserwartung der Einwohner Georgiens ab der Geburt lag 2022 bei 71,6 Jahren (Frauen: 76,5, Männer: 66,8). Der Median des Alters der Bevölkerung lag im Jahr 2021 bei 36,4 Jahren. Im Jahr 2023 waren 21,3 Prozent der Bevölkerung unter 15 Jahre, während der Anteil der über 64-Jährigen 14,7 Prozent der Bevölkerung betrug.
Seit der staatlichen Unabhängigkeit 1991 haben mehr als eine Million Menschen das Land verlassen. Zwischen 2000 und 2005 ging die georgische Bevölkerung jährlich um etwa ein Prozent zurück.
Vor allem Einwohner mit hohem Bildungsgrad, die Arbeitsplätze zunächst in anderen Staaten der GUS – später auch in Westeuropa und den USA – finden konnten, verließen Georgien. Die größte georgische Gemeinschaft außerhalb des Landes existiert in Moskau, nach russischen Angaben rund 300.000 Menschen.
Bis zum Zweiten Weltkrieg war Georgien ein landwirtschaftlich geprägtes Land. Der Politiker Karl Kautsky nannte Georgien 1921 eine sozialdemokratische Bauernrepublik. Mit der von Stalin verfügten Industrialisierung zogen immer mehr Menschen in die großen Städte. Heute leben 57 Prozent der Einwohner in den städtischen Ballungsgebieten, 43 Prozent in Dörfern und ländlichen Gebieten.
Bürgerkriege in Abchasien und Südossetien führten dazu, dass etwa 250.000 Menschen aus ihrer Heimat flohen oder vertrieben wurden. Die übrigen Regionen Georgiens beherbergten 2004 rund 230.000 Vertriebene aus Abchasien und 12.200 aus Südossetien. Hinzu kamen etwa 3000 Flüchtlinge aus Tschetschenien.
Zudem erlitt das Land auch aus anderen Gründen einen erheblichen Bevölkerungsverlust. Die sich seit 1990 verschlechternde sozio-ökonomische Lage Georgiens hat nicht nur zu einer Zunahme von Krankheiten mit einer ebenso ansteigenden Mortalitätsrate geführt, sondern auch zu einem erheblichen migrationsbedingten Verlust. Im Jahre 1994 wandten sich 62 Prozent aller georgischen Auswanderer nach Israel und 1995 hielt das Ziel Griechenland einen Anteil von 42 Prozent unter den Emigranten.
| Jahr | Einwohnerzahl | Jahr | Einwohnerzahl |
| ---- | ------------- | ---- | ------------- |
| 1950 | 3.527.000     | 1990 | 5.410.000     |
| 1960 | 4.008.000     | 2000 | 4.722.000     |
| 1970 | 4.713.000     | 2010 | 4.232.000     |
| 1980 | 5.018.000     | 2020 | 3.713.000     |

### Bevölkerungsstruktur

Volksgruppen im Kaukasus

Auf dem Staatsgebiet von Georgien leben traditionell mehrere Ethnien. Dadurch ist Georgien ein multiethnisches Land. Es beherbergt über 26 Volksgruppen: 83,8 Prozent der Einwohner sind Georgier (In Ostgeorgien stellen Georgier 74,81 % der Bevölkerung, im Westen des Landes hingegen 97,33 %), 6,5 Prozent Aserbaidschaner, 5,7 Prozent Armenier, 1,55 Prozent Russen, 0,9 Prozent Osseten, 0,1 Prozent Abchasen, 0,1 Prozent Assyrer und 1,51 Prozent gehören weiteren Volksgruppen wie zum Beispiel Pontosgriechen, Lasen, Kurden, Juden (Georgische Juden und einige Aschkenasim) und anderen an (Volkszählung 2002). Nach dem Zerfall der Sowjetunion und der Öffnung der Grenzen ist ein Großteil der Griechen nach Griechenland und ein großer Teil der georgischen Juden nach Israel ausgewandert. Bei der Volkszählung 2005 wurde die Zahl der Abchasen mit 125.000 (ca. 2,7 %) festgestellt.
In den Phasen des Nationalismus von 1918 bis 1921, während des Zweiten Weltkrieges und zu Beginn der 1990er-Jahre wurden viele Volksgruppen in Georgien diskriminiert. 1941 ließ der sowjetische Diktator Stalin 40.000 Kaukasiendeutsche deportieren und 1944 die Mescheten aus Georgien vertreiben. Georgien hat inzwischen das europäische Rahmenübereinkommen zum Schutz nationaler Minderheiten ratifiziert. Das Parlament beschloss jedoch (völkerrechtlich unwirksame) Einschränkungen zur Anwendung der Artikel 10 und 11, in denen das Recht nationaler Minderheiten auf die Verwendung der Muttersprache anerkannt wird.
In einzelnen Regionen Georgiens bilden nicht-georgische Volksgruppen die Mehrheit. In Niederkartlien leben etwa ebenso viele Aserbaidschaner wie Georgier. In der Region Samzche-Dschawachetien, die an Armenien angrenzt, sind die Armenier sogar etwas in der Mehrheit. In der zu über 90 % armenisch besiedelten historischen Provinz Dschawachetien kam es 2005 und 2006 zu Protesten bzw. Unruhen. Die Demonstranten forderten wirtschaftliche Gleichberechtigung und politische Autonomie. Ein weiterer Punkt war die Benachteiligung im georgischsprachigen höheren Bildungswesen; dieses Problem sorgt auch international für Kritik.
Seit 1989 haben viele Angehörige von Minderheiten, insbesondere Russen, das Land verlassen. So sank der Anteil der russischstämmigen Bevölkerungsgruppe an der georgischen Bevölkerung innerhalb von 13 Jahren von 6,32 % auf nur noch 1,55 %. Die soziale Mobilität der russischen Diaspora und ihr hoher Bildungsgrad machte es relativ leicht, mit einem russischen Pass das wirtschaftlich besser gestellte Russland zu erreichen. Auch die Zahl der in Georgien lebenden Griechen, Armenier, Ukrainer, Juden und Osseten ist seit der Unabhängigkeit des Landes massiv gesunken. Im Jahre 2017 waren 2 % der Bevölkerung im Ausland geboren.
Seit dem russischen Überfall auf die Ukraine im Februar 2022 steigt der russische Anteil der Bevölkerung aufgrund einer starken Fluchtbewegung aus Russland an.

### Sprachen
Gemäß der Verfassung Georgiens ist die Amtssprache Georgiens Georgisch und in der Autonomen Republik Abchasien daneben auch Abchasisch. Georgisch, das weltweit von etwa 4 Millionen Menschen gesprochen wird, ist die meistgesprochene Sprache des Landes. Etwa 92 % der Bevölkerung des Landes sprechen fließend Georgisch. Es gehört zur südkaukasischen Sprachfamilie und besitzt ein eigenes Alphabet, das seit dem 5. Jahrhundert n. Chr. belegt, wahrscheinlich aber wesentlich älter ist. Die abchasische Sprache, die ebenfalls zu den kaukasischen Sprachen gehört, wird hauptsächlich in der Region Abchasien von circa 100.000 Menschen gesprochen. Hochrangige Staatsdokumente werden in beiden Amtssprachen erstellt. Die Nachrichtenagenturen des georgischen Präsidenten, der georgischen Regierung und des georgischen Parlaments arbeiten ebenfalls in beiden Sprachen.
Darüber hinaus werden in Georgien 23 Sprachen aus sechs verschiedenen Sprachfamilien gesprochen. Zu den wichtigsten gehören Aserbaidschanisch (ca. 300.000 Sprecher), Armenisch (ca. 250.000 Sprecher), Ossetisch (ca. 100.000 Sprecher) und Russisch. Alle diese Sprachen haben zwar keinen offiziellen Status, genießen aber Rechtsschutz und sind Gegenstand staatlicher Fürsorge: Es gibt insgesamt 642 öffentliche Schulen, an denen in Minderheitensprachen unterrichtet wird. Auch Hochschulzugangsprüfungen und Sendungen des Öffentlichen Rundfunks Georgiens sind neben Georgisch und Abchasisch auch in der armenischen, aserbaidschanischen, ossetischen, englischen und russischen Sprache verfügbar.
Die russische Sprache verliert nach der Wiederherstellung der Unabhängigkeit Georgiens allmählich an Bedeutung. Während es in der Sowjetzeit die Amtssprache war und auch in Schulen als Pflichtfach galt, wird es heute nur noch selten in Schulen als zweite Fremdsprache unterrichtet und überwiegend von der älteren Generation gut beherrscht. Auch die russischsprachige Bevölkerung ist stark zurückgegangen und macht heute nur 1,2 % des Landes aus. Dagegen nimmt die Bedeutung der englischen Sprache allmählich zu. Obwohl es nicht Amtssprache des Landes ist, werden staatliche Dokumente häufig auch in englischer Sprache erstellt. In allen georgischen Schulen wird Englisch ab der ersten Klasse als obligatorische erste Fremdsprache unterrichtet. Außerdem sind alle Beschriftungen georgischer Banknoten und Münzen neben dem Georgischen auch auf Englisch. Der ganze Dienstleistungssektor ist in der Regel zweisprachig.

### Religionen

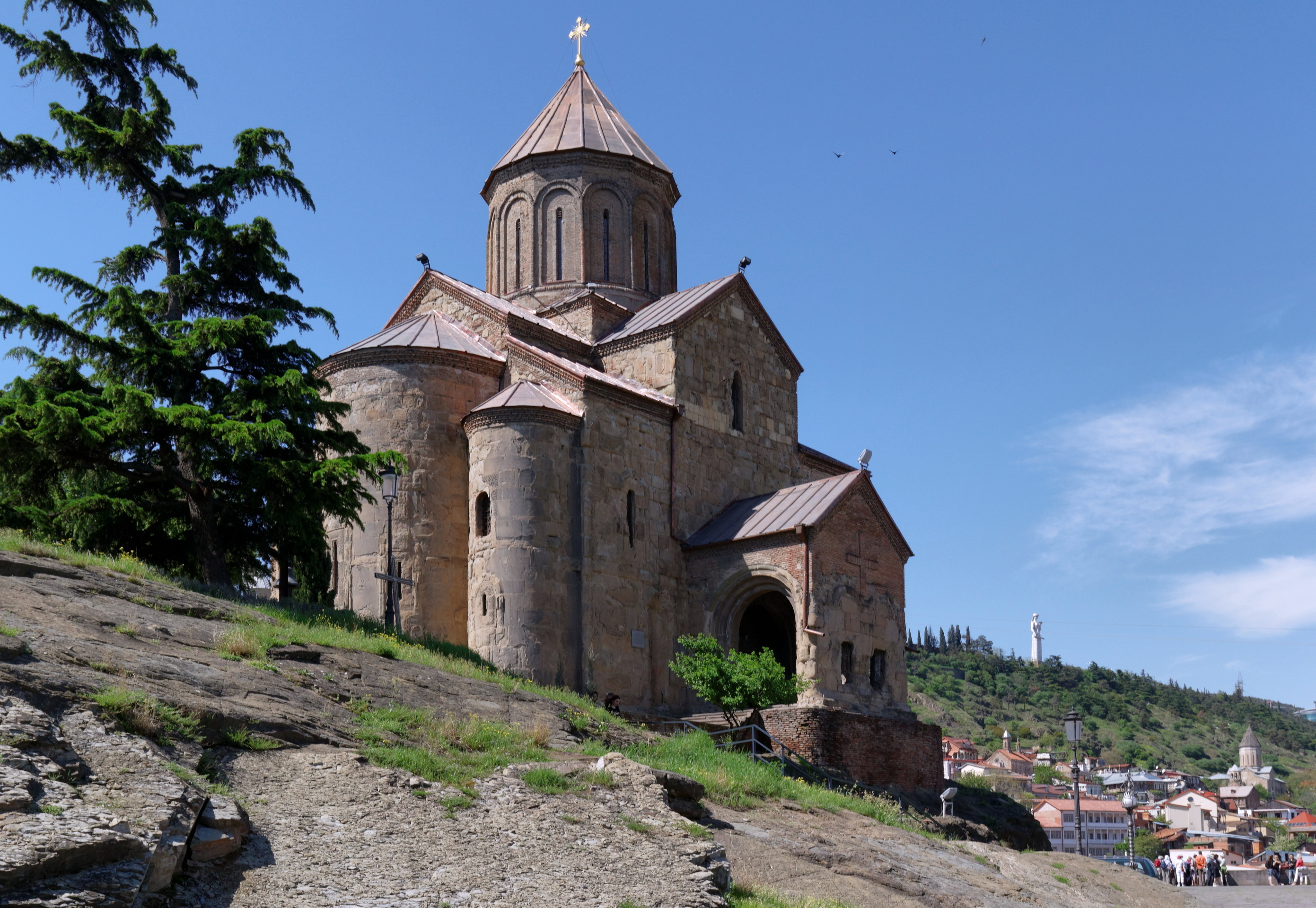
Metechi-Kirche in Tiflis

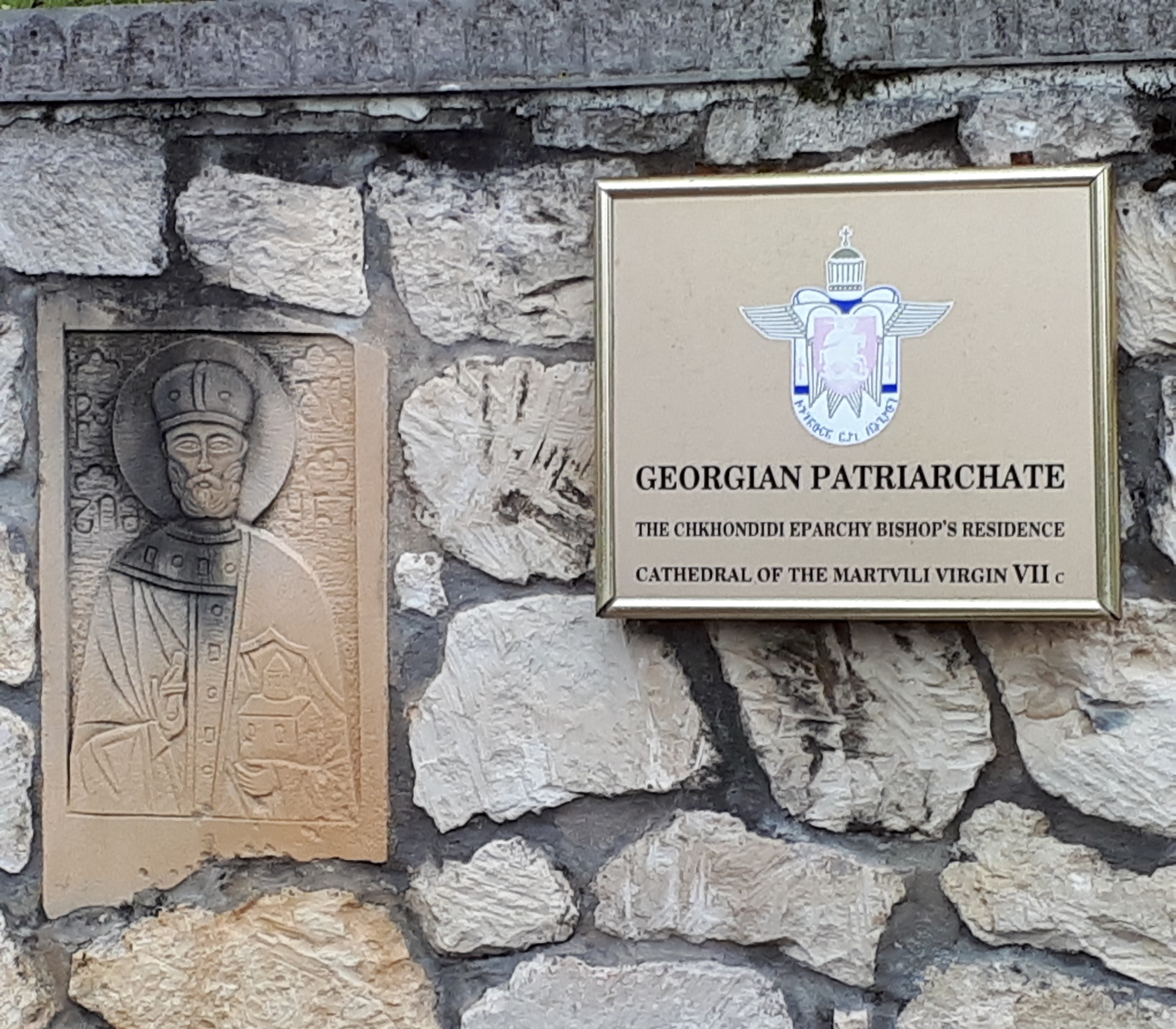
Bistum Chkhondidi, Sitz des Bischofs im Kloster Martwili

Georgien ist ein christlich geprägtes Land, im Jahr 337 wurde das Christentum zur Staatsreligion Iberiens erklärt. Seit dem Frühmittelalter ist die Orthodoxie ein Symbol der Nation. 84 Prozent der Bevölkerung gehören der autokephalen Georgischen Orthodoxen Apostelkirche an. Patriarch der Kirche ist Ilia II. An jedem Unabhängigkeitstag steht er mit der Regierung auf dem Podium, und er segnet das Parlament zu Beginn einer Legislaturperiode. Ein Konkordat sorgt bei verfassungsmäßig garantierter Religionsfreiheit für eine herausgehobene Stellung der georgischen Orthodoxie, der als einziger Religionsgemeinschaft Steuerfreiheit sowie eine öffentlich-rechtliche Organisationsform zugebilligt werden. Diese Sonderstellung wurde im Oktober 2002 in einem Verfassungsabkommen festgeschrieben, welches die christliche Orthodoxie praktisch zur Staatsreligion erklärt.
In Adscharien leben rund 376.000 Georgier, deren Vorfahren unter osmanischer Herrschaft teilweise zum sunnitischen Islam konvertiert sind. 9,9 Prozent der Einwohner Georgiens sind Muslime; dazu zählt neben den zum Teil sunnitischen Adscharen die große schiitische Minderheit der Aseris.
3,9 Prozent verteilen sich auf die Religionsgemeinschaften der Armenier (200.000 Menschen Armenische Apostolische Kirche), der Katholiken (insgesamt 0,8 Prozent der Bevölkerung, davon 60.000 Menschen Armenisch-katholische Kirche, 50.050 Römischer Ritus, 3.000 Chaldäisch-katholische Kirche), der Protestanten (Lutheraner, Baptisten und Pfingstler), der Jesiden, Juden (rund 10.000 im Jahr 2004) und der Zeugen Jehovas (18.619 im Jahr 2016).
In den 1990er-Jahren wurden Kirchenbauten religiöser Minderheiten, unter anderem der Katholiken, enteignet und der Georgischen Orthodoxen Apostelkirche übergeben. Immer wieder kommt es zu religiös motivierten Ausschreitungen gegen Minderheiten, darunter gegen die Zeugen Jehovas und gegen die Baptisten. Georgien stand bis 2004 auf einer Liste der US-Kommission zur Religionsfreiheit in der Welt (USCIRF), die jene Länder nennt, in denen die Religionsfreiheit am wenigsten gewährleistet ist. Erst nachdem Georgiens Strafverfolgungsbehörden gehandelt hatten, ließ die Zahl der Überfälle nach und Georgien wurde aus der Liste entfernt.
Am 7. Juli 2011 wurden per Gesetz auch die nicht orthodoxen Religionsgemeinschaften, die einen historischen Bezug zum Land haben oder einen entsprechenden Status in einem Mitgliedsland des Europarates besitzen (Katholiken, Baptisten, Juden, Moslems sowie die armenisch-apostolische Glaubensgemeinschaft), rechtlich abgesichert. Der Europarat begrüßte den dadurch gewährleisteten Schutz religiöser Minderheiten in Georgien ausdrücklich.

### Gesundheit
Die Gesundheitsausgaben des Landes betrugen im Jahr 2022 7,4 % des Bruttoinlandsprodukts. Im Jahr 2018 praktizierten in Georgien 71,2 Ärzte je 10.000 Einwohner. Die Sterblichkeit bei unter 5-jährigen betrug 2022 9,3 pro 1000 Lebendgeburten.

## Geschichte

### Landesname
Von 1991 bis 1995 lautete der amtliche Landesname „Republik Georgien“ (საქართველოს რესპუბლიკა/Sakartwelos Respublika). Seit Inkrafttreten der aktuellen Verfassung lautet er „Georgien“ (საქართველო/Sakartwelo). Nach der russischen Bezeichnung Грузия Grusija wurde das Land im Deutschen früher auch als Grusien oder Grusinien bezeichnet.

### Vor- und Frühgeschichte, Antike

Kolchis und Iberien (290 v. Chr.)

Aus dem Gebiet des heutigen Georgien stammen frühe Hominidenfunde aus dem Paläolithikum (Dmanisi). Das Neolithikum beginnt bereits im 8. Jahrtausend. Metallverarbeitung setzt im frühen dritten Jahrtausend v. Chr. mit der frühbronzezeitlichen Kura-Araxes-Kultur ein. Man geht davon aus, dass die erste Eisenbearbeitung durch den Stamm der Chalyber erfolgte. Er wurde durch seine geschickten Schmiede bekannt.
Im 6. Jahrhundert v. Chr. entstanden die Staaten Kolchis (West-Georgien) und Iberien (Ost-Georgien). Später unterwarfen die Römer das Land. Auf die Römer folgten als Eroberer die Perser, die Byzantiner und die Araber.

### Mittelalter (11. bis 18. Jahrhundert)

Das Königreich Georgien am Höhepunkt seiner Macht unter Dawit IV. (1124 n. Chr.)

Am Ende des zehnten Jahrhunderts wurde Georgien in seinem „goldenen Zeitalter“ vereint. Die langjährige Abhängigkeit vom Byzantinischen Reich wurde abgeschüttelt. Unter Dawit dem Erbauer und Königin Tamar wurde Georgien zwischen dem elften und 13. Jahrhundert die stärkste Macht in Transkaukasien. Es folgte eine mongolische Invasion unter Timur. Im 16. Jahrhundert zerfiel Georgien in die Königreiche Imeretien, Kachetien und Kartlien sowie fünf Fürstentümer, die unter osmanischem und iranischem Einfluss standen.

### Neuzeit (18. und 19. Jahrhundert)
1783 schloss Ostgeorgien (Kartlien-Kachetien) einen Schutzvertrag mit Russland. 1801 wurde Kartlien-Kachetien per Dekret des Zaren annektiert und sein Königshaus entthront.  Die Regionen im Westen des Landes blieben noch ein Jahrzehnt lang staatlich unabhängig. Erst 1810 eroberte Russland das georgische Königreich Imeretien. Russland brauchte weitere 54 Jahre, um die vollständige Kontrolle über Westgeorgien zu gewinnen. Die Region Gurien wurde 1828 abgeschafft, Mingrelien 1857. Die Region Swanetien wurde im Kaukasuskrieg zwischen 1857 und 1859 annektiert, das Fürstentum Abchasien 1864. Im russischen Kaiserreich gehörte der westliche Teil Georgiens zum Gouvernement Kutaissi, der östliche Teil zum Gouvernement Tiflis.

### Demokratische Republik Georgien und Sowjetrepublik (20. Jahrhundert)

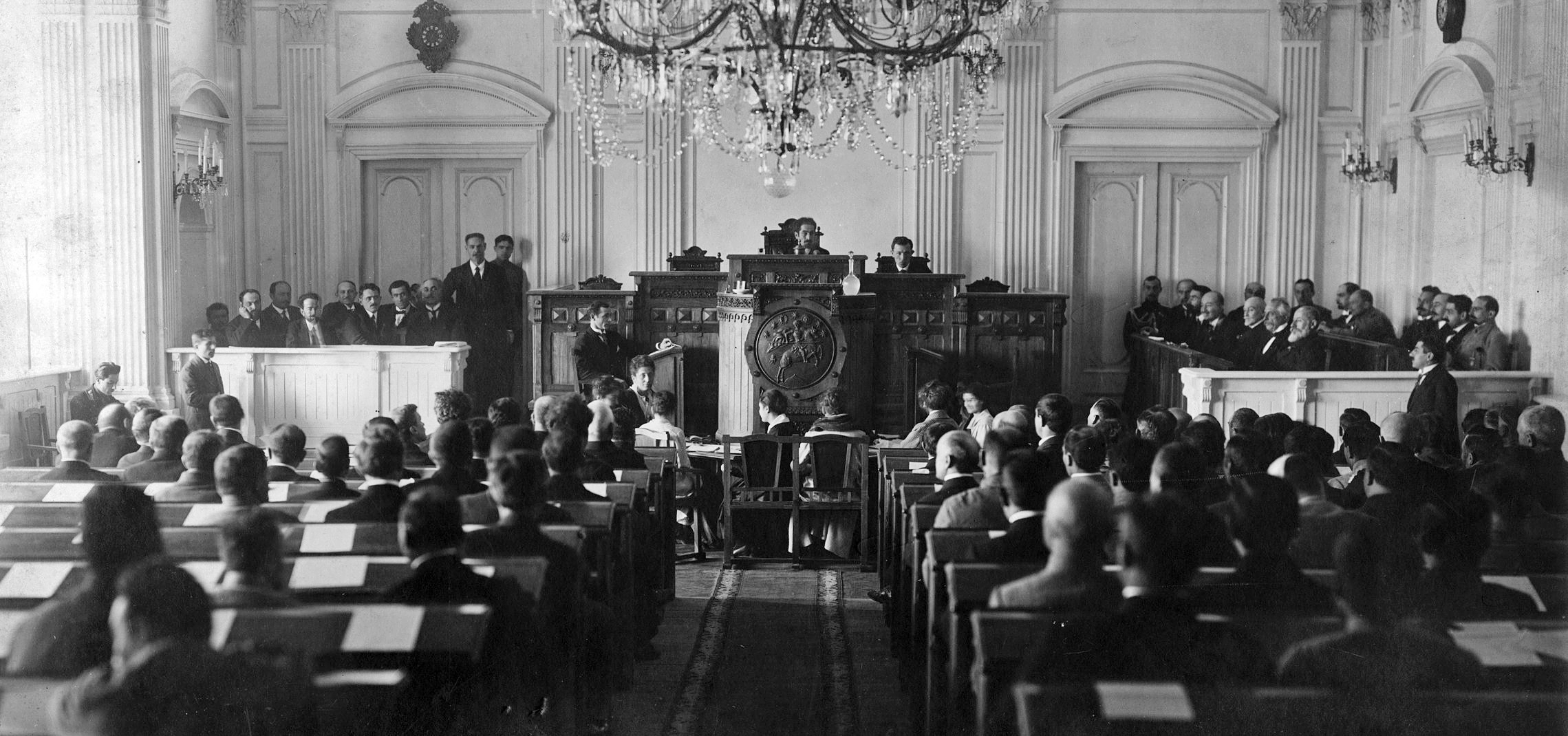
Unabhängigkeitserklärung Georgiens, Mai 1918

Flagge Georgiens von 1918 bis 1921 und mit veränderten Proportionen von 1990 bis 2004

Nach der Oktoberrevolution erklärte sich Georgien am 26. Mai 1918 unabhängig und zur Demokratischen Republik. Um die junge Nation in einer instabilen geopolitischen Lage zu sichern, trat Georgien im Juni 1918 in ein Schutzverhältnis mit dem Deutschen Kaiserreich ein. Deutschland stellte militärische Unterstützung bereit, um das Land vor osmanischen und bolschewistischen Bedrohungen zu schützen. Diese Unterstützung half Georgien, seine Unabhängigkeit zu festigen, bis die deutsche Präsenz nach der Niederlage Deutschlands im Ersten Weltkrieg im November 1918 endete.
In dieser Zeit verabschiedete die georgische Regierung wichtige demokratische Reformen. Am 22. November 1918 wurde ein Gesetz verabschiedet, das das aktive und passive Frauenwahlrecht garantierte, ein bedeutender Schritt in Richtung Gleichberechtigung und politischer Teilhabe.
Trotz dieser Fortschritte endete die Unabhängigkeit Georgiens am 16. Februar 1921, als die Demokratische Republik von der Roten Armee besetzt und in die Sowjetunion eingegliedert wurde. Zunächst war Georgien von 1922 bis 1936 Teil der Transkaukasischen SFSR, nach deren Auflösung wurde es als Georgische SSR direkt in die Sowjetunion integriert. Während der Sowjetzeit erlebte Georgien eine Phase der Industrialisierung, spezialisierte sich in der Landwirtschaft auf den Export südländischer Früchte und entwickelte sich zu einer bedeutenden Tourismus- und Urlaubsregion innerhalb der Union.

### Republik Georgien (seit 1990)
Im zeitlichen Zusammenhang mit dem sowjetischen Reformprozess (Perestroika und Glasnost) entwickelte sich in den späten 1980er Jahren eine starke georgische Unabhängigkeitsbewegung. 1989 kam es in der georgischen Hauptstadt Tiflis wiederholt zu Massendemonstrationen. Im Oktober 1990 gewann ein breites Parteienbündnis um den Dissidenten Swiad Gamsachurdia die Parlamentswahlen. Am 9. April 1991, noch vor dem Augustputsch in Moskau, der den Zerfall der Sowjetunion beschleunigte, erklärte sich Georgien erneut unabhängig. Es kam zu Sezessionskriegen in Abchasien (Georgisch-Abchasischer Krieg) und Südossetien. Wegen der starken Militärpräsenz Russlands hat die georgische Regierung allerdings noch heute keine Kontrolle über Teile ihres Territoriums.
Georgiens erster Präsident nach der Wiedererlangung der Unabhängigkeit, Swiad Gamsachurdia, wurde Anfang 1992 durch einen Putsch abgelöst. Sein Nachfolger wurde der frühere georgische KP-Chef und sowjetische Außenminister Eduard Schewardnadse. Er leitete demokratische Reformen ein. Die Wirtschaft stagnierte jedoch auf niedrigem Niveau. Hinzu kamen eine weitverzweigte Korruption und regelmäßige Wahlfälschungen.

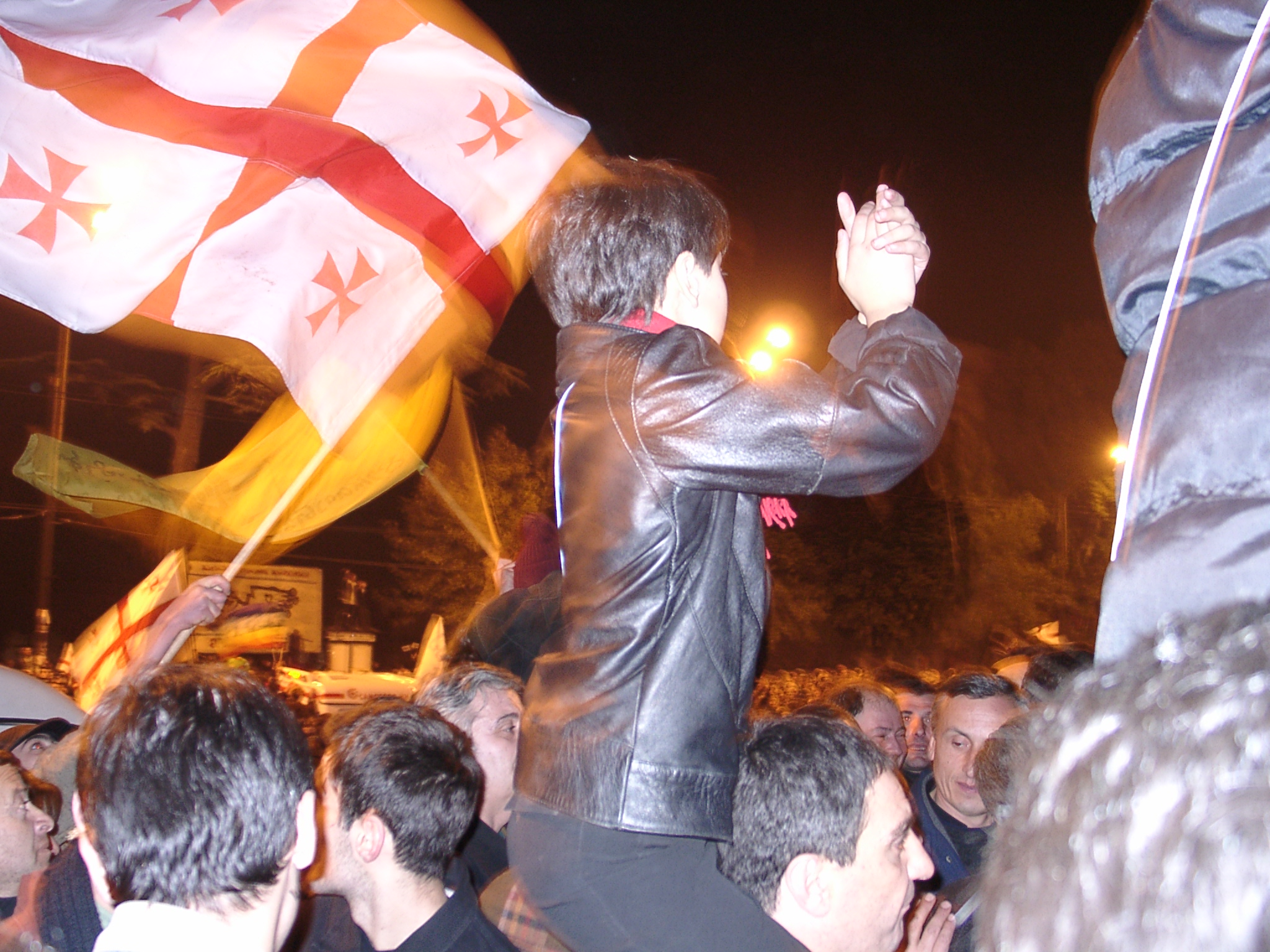
Georgiens Rosenrevolution 2003

Im November 2003 wurde Schewardnadse durch die Rosenrevolution von der Macht verdrängt. Im Januar 2004 wurde Micheil Saakaschwili mit 96 Prozent der Stimmen zum neuen Präsidenten gewählt. Premierminister wurde Surab Schwania; nach dessen Tod im Februar 2005 folgte ihm Surab Noghaideli. Für wichtige Reformfelder wurden unter Saakaschwili erfolgreiche Auslandsgeorgier als Minister ins Land geholt. Als vorrangige politische Ziele wählte die Regierung die Entbürokratisierung (und damit die Entmachtung alter Eliten und Netzwerke) sowie die wirtschaftliche Liberalisierung aus. Energisch ging Saakaschwili gegen die Korruption im Lande vor. Bestechliche Beamte wurden verhaftet, mussten ihr Eigentum dem Staat übergeben. Es gelang ihm auch, den adscharischen Machthaber Aslan Abaschidse zu vertreiben und Adscharien mit Georgien wiederzuvereinen. Dennoch wuchs auch die Unzufriedenheit mit der Regierung in der Bevölkerung und nach Massenprotesten vom 2. bis 7. November 2007 wurde Noghaideli als Premierminister durch Lado Gurgenidse ersetzt; noch im selben Monat trat Präsident Saakaschwili von seinem Amt zurück. Bei der folgenden Präsidentschaftswahl im Januar 2008 wurde Saakaschwili jedoch mit 53,47 Prozent der Stimmen wiedergewählt und trat damit seine zweite Amtszeit an. Im August 2008 begann die georgische Armee einen Angriff auf Südossetien, provozierte damit aber ein militärisches Eingreifen Russlands und löste den Kaukasuskrieg aus, in dessen Folge Russland sowohl Abchasien als auch Südossetien als unabhängig anerkannte.
Im Jahr 2012 bildete sich ein Parteienbündnis um die frisch gegründete Oppositionspartei Georgischer Traum, dessen Ziel es war, den zunehmend autokratisch regierenden Saakaschwili abzulösen. Tatsächlich gelang dem Bündnis bei der Parlamentswahl im Oktober 2012 ein deutlicher Sieg und Bidsina Iwanischwili, Gründer von „Georgischer Traum“, übernahm das Amt des Premierministers. Bei der Präsidentschaftswahl im folgenden Jahr durfte Saakaschwili nach seinen zwei Amtszeiten nicht mehr antreten, woraufhin Giorgi Margwelaschwili von der neuen Regierungspartei „Georgischer Traum“ zu seinem Nachfolger gewählt wurde. Iwanischwili gab den Posten des Premierministers schon 2013 ab; seine Partei, in der er auch weiterhin eine führende Rolle spielt, stellt aber seit 2012 kontinuierlich den georgischen Premierminister. Bei der Präsidentschaftswahl 2018 trat Giorgi Margwelaschwili nicht erneut an, woraufhin die vom „Georgischen Traum“ unterstützte unabhängige Kandidatin Salome Surabischwili zu seiner Nachfolgerin wurde.
Nach Beginn des russischen Überfalls auf die Ukraine beantragte Georgien im März 2022 die Aufnahme in die Europäische Union. Seit Anfang 2023 kam es in Georgien zu mehreren großen Protestwellen, die sich gegen die zunehmend prorussische und EU-feindliche Politik der Regierungspartei „Georgischer Traum“ richten. Hauptauslöser war ein Gesetz der georgischen Regierung zur Einführung eines Registers für „ausländische Agenten“, das als Analogie zum Gesetz über „ausländische Agenten“ in Russland kritisiert wird und nach längeren politischen Diskussionen im Juni 2024 in Kraft trat. Bei der Parlamentswahl im Oktober 2024 gewann erneut die Regierungspartei „Georgischer Traum“; die Opposition zweifelt jedoch die Rechtmäßigkeit der Wahl an. Nachdem die vom neuen Parlament gewählte Regierung eine Aussetzung des EU-Beitritts ankündigte, kam es zu einer erneuten, anhaltenden Protestbewegung.

## Politik

### Grundsätze
Georgien ist eine demokratische Republik mit einem starken Präsidialsystem und zentralisierter Verwaltung. Es wurde bis 2012 von Kritikern als defekte Demokratie angesehen. Freie und geheime Wahlen seien zwar formell gesichert, doch würden politische und bürgerliche Rechte sowie die Gewaltenkontrolle oft eingeschränkt.

### Regierung

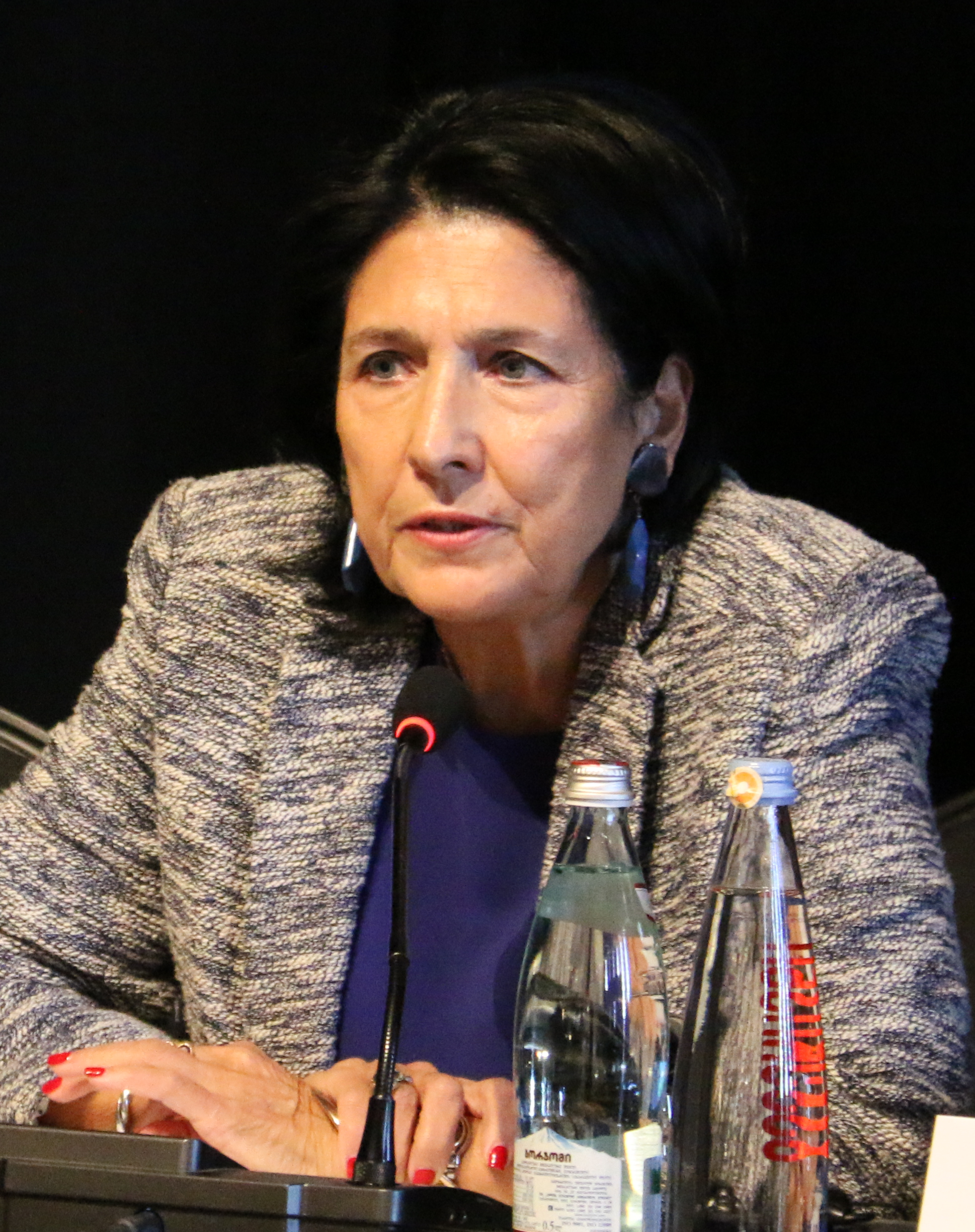
Ehemalige Präsidentin und Staatsoberhaupt Salome Surabischwili

Der Präsident nominiert den Premierminister, der vom Parlament bestätigt wird. Der Regierungschef steht einem Kabinett aus 14 Ministern sowie mehreren Regierungskomitees vor. Regierungschef war seit November 2003 Surab Schwania in der Funktion eines „Staatsministers“, im Februar 2004 erhielt er den Rang eines Premierministers. Anfang Februar 2005 starb er unter dubiosen Umständen. Am 17. Februar 2005 wurde Surab Noghaideli auf Vorschlag des Präsidenten vom Parlament zum Premierminister gewählt. Noghaideli trat am 16. November 2007 „aus gesundheitlichen Gründen“ zurück; Beobachter vermuteten Massenproteste als eigentlichen Grund. Der Präsident schlug dem Parlament am 16. November 2007 Lado Gurgenidse als Nachfolger vor. Am 27. Oktober 2008 trat Gurgenidse, der die Bekämpfung der Arbeitslosigkeit und angesichts der globalen Finanzkrise die Stabilisierung der Finanzlage Georgiens versprochen hatte, vom Amt des Premierministers zurück. Präsident Saakaschwili nominierte Grigol Mgaloblischwili zum Premierminister; dieser trat nach wenigen Monaten von seinem Amt zurück. Saakaschwili nominierte Nika Gilauri, der am 6. Februar 2009 vom georgischen Parlament bestätigt wurde. Gilauri amtierte bis 30. Juni 2012. Nach dessen Rücktritt nominierte Saakaschwili den bisherigen Innenminister Wano Merabischwili als Premierminister. Auch dieser amtierte nur kurze Zeit.

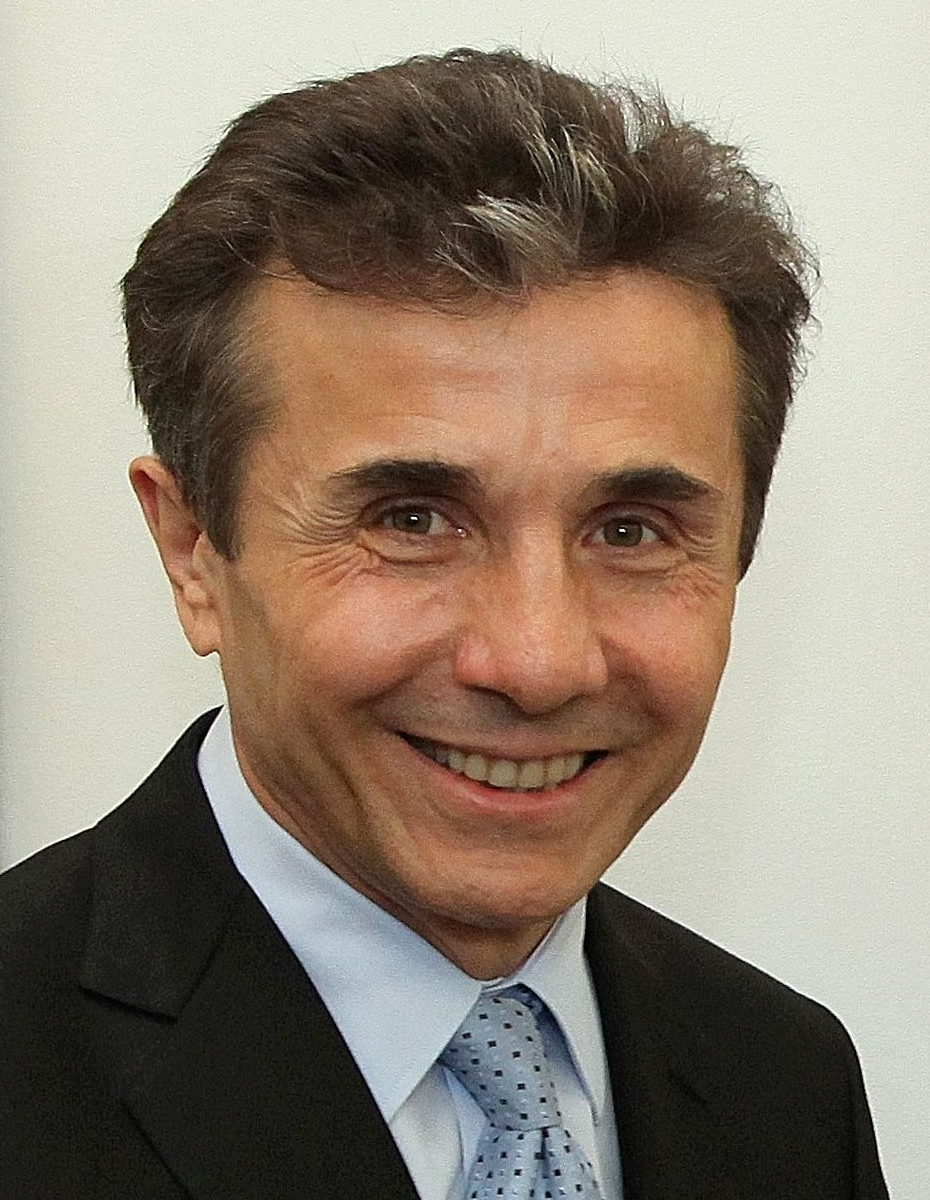
Bidsina Iwanischwili, der Vorsitzende des Georgischen Traums

Saakaschwili nominierte nach dem Wahlsieg des Georgischen Traums bei der Parlamentswahl am 1. Oktober 2012 dessen Vorsitzenden, den Milliardär Bidsina Iwanischwili, als Premierminister. Iwanischwili trat am 20. November 2013 zugunsten seines Innenministers Irakli Gharibaschwili vom Posten des Premierministers zurück. Bei der Präsidentschaftswahl am 27. Oktober 2013 erhielt Giorgi Margwelaschwili 62,1 % der abgegebenen Stimmen; er trat das Amt am 17. November 2013 an.
Am 23. Dezember 2015 erklärte Premierminister Gharibaschwili ohne Angabe von Gründen seinen Rücktritt. Das Parlament wählte am 29. Dezember 2015 den bisherigen Außenminister Giorgi Kwirikaschwili zum Premierminister. Dieses Amt hatte er nach dem Wahlsieg seiner Partei bei der Parlamentswahl im Oktober 2016 weiterhin inne. Am 13. Juni 2018 erklärte er seinen Rücktritt. Nachfolger seit dem 20. Juni 2018 bis zu seinem Rücktritt am 2. September 2019 war Mamuka Bachtadse. Am 8. September 2019 wurde Giorgi Gacharia im neuen Amt als Premierminister bestätigt. Seit dem 8. Februar 2024 ist Irakli Kobachidse neuer Regierungschef Georgiens. Sein Amtsvorgänger Irakli Gharibaschwili, der zuletzt von 22. Februar 2021 bis zu seinem Rücktritt am 29. Januar 2024 Premierminister war, übernahm stattdessen am 1. Februar 2024 die Funktion des Parteivorsitzes der Regierungspartei Georgischer Traum.
Die erste Runde der Präsidentschaftswahl 2018 fand am 28. Oktober 2018 statt. In der Stichwahl am 1. Dezember 2018 konnte sich Salome Surabischwili gegen Grigol Waschadse durchsetzen.

### Parlament
Bei den Parlamentswahlen am 1. Oktober 2012 errang das von dem Milliardär Bidsina Iwanischwili gegründete Oppositionsbündnis Georgischer Traum einen Erdrutschsieg. Mit 54,85 Prozent erlangte es im Parlament 83 Sitze und hat damit die absolute Mehrheit. Die bisherige Regierungspartei Vereinte Nationale Bewegung (ENM) erlangte 40,43 Prozent und bildet mit 67 Sitzen die Opposition. Die übrigen Parteien scheiterten an der Sperrklausel, die bei Parlamentswahlen bei 5 Prozent liegt. Die Organisation für Sicherheit und Zusammenarbeit in Europa (OSZE) bewertete die Wahl als frei und demokratisch. Die letzten Wahlen fanden im Oktober 2020 statt; bei ihnen erreichte der Georgische Traum 90 von 150 Sitzen (rd. 49 % der Stimmen). Zweitstärkste Kraft wurde die Vereinte Nationale Bewegung (rd. 27 % der Stimmen). Teile der Opposition erkannten die Wahl nicht an und sprachen von Wahlfälschung, in der Folge kam es zu Demonstrationen in Tiflis, an denen nach Medienberichten zehntausende Demonstranten teilnahmen. Teile der Opposition nahmen ihre Sitze im Parlament nicht ein. Im April 2021 konnte Ratspräsident Charles Michel ein Abkommen zwischen den wichtigsten politischen Gruppen in Georgien vermitteln. Darin wurde die Freilassung von zwei wichtigen verhafteten Oppositionellen Nika Melia und Giorgi Rurua, Reformen des Wahlrechts und der Justiz, sowie eine Rückkehr zur normalen parlamentarischen Arbeit vereinbart. Ende Juli 2021 wurde das Abkommen vom Georgischen Traum annulliert. Charles Michel rief beide Seiten auf, das Abkommen weiterhin umzusetzen.
Der Georgische Traum gewann die Regionalwahlen im Oktober 2021. Die Wahlen waren von der Verhaftung des früheren georgischen Präsidenten Micheil Saakaschwili überschattet, der überraschend aus dem Exil zurückgekehrt war. Die Frage, ob die Haftbedingungen Menschenrechtsstandards verletzten, führten zu einer Polarisierung des politischen Lebens in Georgien.

### Politische Indizes
| Name des Index                     | Indexwert    | Weltweiter Rang | Interpretationshilfe | Jahr |
| ---------------------------------- | ------------ | --------------- | --- | ---- |
| Fragile States Index               | 69,3 von 120 | 82 von 179      | Stabilität des Landes: Warnung 0 = sehr nachhaltig / 120 = sehr alarmierend Rang: 1 = fragilstes Land / 179 = stabilstes Land | 2024 |
| Demokratieindex                    | 4,7 von 10   | 94 von 167      | Hybridregime 0 = autoritäres Regime / 10 = vollständige Demokratie                                                            | 2024 |
| Freedom in the World Index         | 58 von 100   | —               | Freiheitsstatus: teilweise frei 0 = unfrei / 100 = frei                                                                       | 2024 |
| Rangliste der Pressefreiheit       | 53,1 von 100 | 103 von 180     | Schwierige Lage für die Pressefreiheit 100 = gute Lage / 0 = sehr ernste Lage                                                 | 2024 |
| Korruptionswahrnehmungsindex (CPI) | 53 von 100   | 53 von 181      | 0 = sehr korrupt / 100 = sehr sauber                                                                                          | 2024 |

### Außenpolitik

Territoriale Situation Georgiens nach den eingefrorenen Konflikten (Stand vor August 2008)

Die Außenpolitik Georgiens ist von dem Wunsch geprägt, seine Unabhängigkeit von Russland unumkehrbar zu machen. Unmittelbar nach der Gründung Georgiens 1991 unterstützte Russland separatistische Bewegungen in Abchasien, Südossetien und Adscharien. 1993 trat Georgien dennoch der Gemeinschaft Unabhängiger Staaten (GUS) bei. Die Beziehungen zu Russland blieben auf niedrigem Niveau und verschlechterten sich vor allem nach der Rosenrevolution 2003 in Georgien, die das Ziel, die abtrünnigen Regionen zurückzuholen, wieder in den Vordergrund rückte. Anfang 2007 schloss Russland sämtliche Grenzübergänge und verstärkte damit die Embargopolitik. Schließlich kam es im August 2008 zum militärischen Konflikt mit Russland („Georgienkrieg“), in dessen Folge Georgien aus der GUS austrat.
Der Westen kümmerte sich bis 1995 wenig um Georgien. Verstärkte Erdölförderung in Turkmenistan und Aserbaidschan rückten den Staat im südlichen Kaukasus als Transitland zur Verschiffung des schwarzen Goldes Mitte der 1990er Jahre wieder in den Blickpunkt. Die NATO schloss mit Georgien eine strategische Partnerschaft ab. Seit 2004 ist Georgien mit der NATO durch einen Individual Partnership Action Plan (IPAP) verbunden. 2006 wechselte Georgien auf eine neue Stufe der Zusammenarbeit mit der NATO, den Intensiven Dialog (ID). Georgien plant, in der Zukunft der Europäischen Union (EU) beizutreten. Es wurde Mitglied im Europarat und gehört zu den EU-Programmen Europäische Nachbarschaftspolitik (ENP) sowie TRACECA. Im Mai 2009 trat Georgien der Östlichen Partnerschaft bei. Ein wirtschaftliches und politisches Assoziierungsabkommen zwischen Georgien und der EU wurde am 27. Juni 2014 in Brüssel geschlossen.
Die USA haben sich 1999 im Silk Road Strategy Act darauf festgelegt, starke politische, wirtschaftliche und sicherheitspolitische Bindungen zwischen den Ländern des Südkaukasus … und dem Westen zu entwickeln. Seit 1994 erhält Georgien US-amerikanische Militärhilfe und seit 2002 sind US-Militärausbilder für verschiedene Programme in Georgien tätig. Ab 2004 war das Land mit 2500 Soldaten im Irak vertreten.

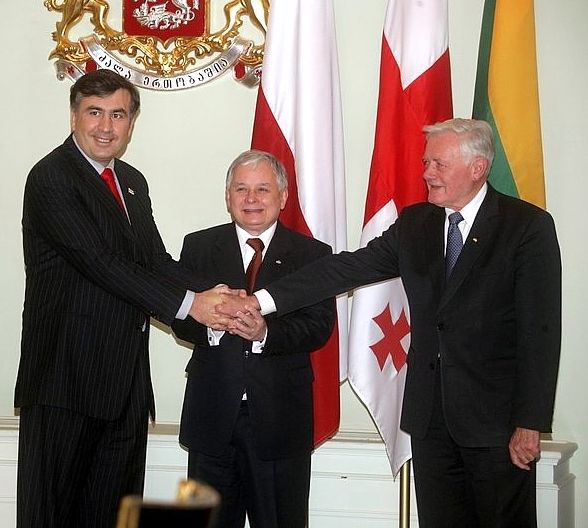
Micheil Saakaschwili, Lech Kaczyński und Valdas Adamkus 2007 in Tiflis

Ein besonderes Verhältnis pflegt Georgien neben der Ukraine und Aserbaidschan mit der Gruppe der neuen Freunde Georgiens: Estland, Lettland, Litauen, Polen und Rumänien. Seit 2006 baut Georgien seine Verbindungen zum Iran und zur arabischen Welt aus. Es knüpft dabei an seine traditionelle Rolle als Mittler zwischen Orient und Okzident an. Die politischen Verhältnisse zum Iran sind wegen der pro-westlichen Orientierung georgischer Außenpolitik nicht einfach. 2008 verschlechterten sich etwa die Beziehungen für eine kurze Weile, nachdem die georgische Regierung iranische Staatsbürger, die unter anderem des Schmuggels und der Geldwäsche bezichtigt worden waren, festnehmen und an die USA ausliefern ließ. Bei seinem Teheranbesuch im Januar 2010 entschuldigte sich der damalige Außenminister Georgiens Grigol Waschadse bei der iranischen Führung für diesen Fall.
Ende September 2006 verschlechterten sich die georgisch-russischen Beziehungen dramatisch, als die georgischen Behörden vier Offiziere der Spionage für die Russische Föderation verdächtigten, verhafteten und einem OSZE-Vermittler übergaben. Die darauf folgende massenweise Ausweisung von georgischen Bürgern durch Russland wurde 2014 vom Europäischen Gerichtshof für Menschenrechte verurteilt. Georgien hat die Visumpflicht für Russland aufgehoben, Moskau bis Oktober 2014 noch nicht.
Georgien ist seit 1992 Mitglied der Vereinten Nationen und gehört folgenden internationalen Organisationen an: GUAM, OSZE, IWF, Weltbank, EBRD, WTO, Europarat sowie der Schwarzmeer-Wirtschaftskooperation.
Seit 2014 hat das Land zudem Beobachterstatus in der Gemeinschaft der Portugiesischsprachigen Länder (CPLP).

### Verwaltungsgliederung
Georgien gliedert sich in neun Regionen (Mingrelien und Oberswanetien, Gurien, Ratscha-Letschchumi und Niederswanetien, Imeretien, Samzche-Dschawachetien, Mzcheta-Mtianeti, Innerkartlien, Niederkartlien, Kachetien), die Hauptstadtregion Tiflis sowie die zwei autonomen Republiken Abchasien und Adscharien.
Das zu großen Teilen nicht unter georgischer Kontrolle stehende Gebiet von Südossetien gehört verwaltungstechnisch überwiegend zur Region Innerkartlien. Auch Abchasien befindet sich nicht unter Kontrolle der Zentralregierung. Beide Gebiete werden von aus Russland unterstützten, international nicht anerkannten separatistischen Regierungen kontrolliert. Auch in Adscharien gab es nach dem Zerfall der Sowjetunion separatistische Tendenzen. Es gelang der georgischen Zentralregierung jedoch, die Region wieder weitgehend in den georgischen Staat einzugliedern.

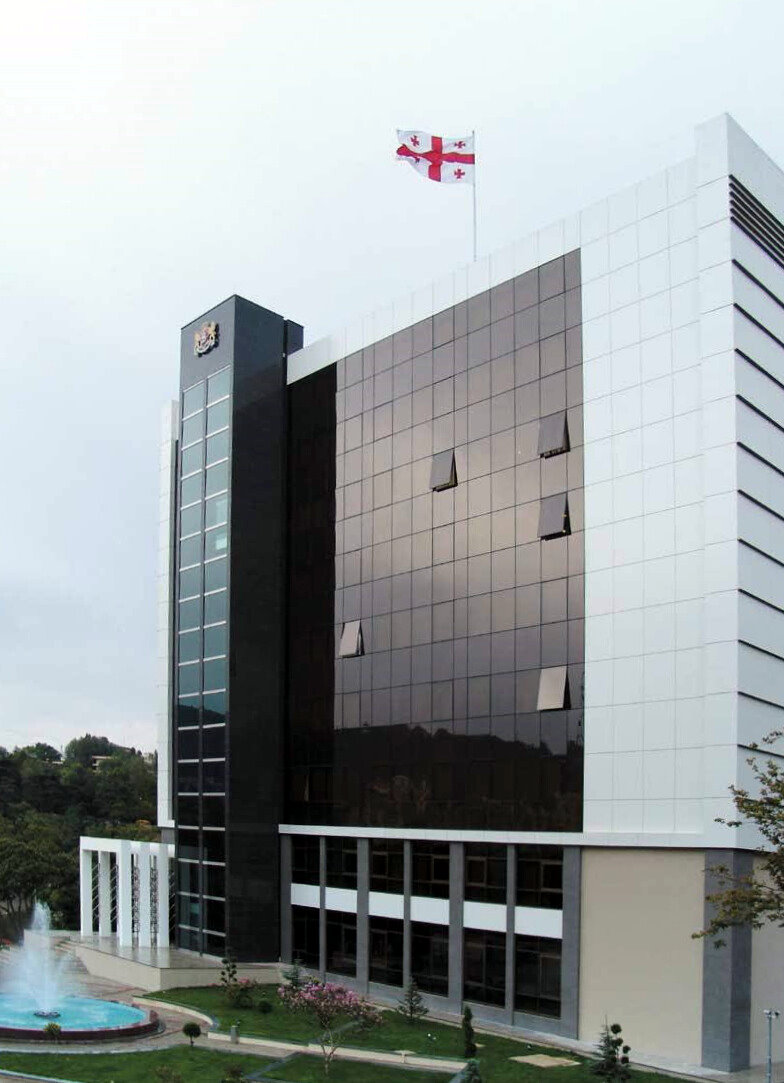
Sitz des Verteidigungsministeriums in Tiflis

### Menschenrechte
Georgien hat die zentralen UN-Menschenrechtsabkommen und die Europäische Menschenrechtskonvention ratifiziert. Dennoch kommt es zu Behördenwillkür in dem Land. Mitglieder der Oppositionsparteien und Journalisten waren laut Amnesty International Schikanen und unverhältnismäßiger Gewaltanwendung durch die Polizei ausgesetzt.
Das Recht auf freie Meinungsäußerung wird immer wieder stark angegriffen. Journalisten, die über die Demonstrationen der Opposition berichteten, waren 2008 laut Amnesty International Bedrohungen und Gewalt sowohl durch die Behörden als auch durch Anhänger der Opposition ausgesetzt.
Dem Amnesty-Bericht von 2016 zufolge verschärften sich im Laufe des Jahres 2015 die politischen Antagonismen zwischen den Anhängern des Georgischen Traums und der Vereinten Nationalen Bewegung (VNB), der zwei führenden Parteien Georgiens, zusehends. Die Stimmung heizte sich auf, als einige kompromittierende Videos aus der Regierungszeit der VNB auftauchten. Darin war die Vergewaltigung von Häftlingen in einem Gefängnis zu sehen. Landesweit kam es daraufhin zu massiven Überfällen auf die Büros der größten Oppositionspartei.
Im Oktober 2015 betonte der Chef des wichtigsten oppositionellen Fernsehsenders Rustawi 2, er werde von der Regierung unter Druck gesetzt. Deren Ziel sei, ihn von seinem Posten zu verdrängen. Ohne das endgültige Urteil des Verfassungsgerichts abzuwarten, entschied die Regierung in Tiflis in der Folge, das Führungspersonal des Senders zu entlassen und dessen Verwaltung mit eigenen Vertrauten zu besetzen.
Der Amnesty International Report 2017 weist auf die Unrechtmäßigkeit des georgischen Justizsystems hin. Angeprangert wird vor allem der parteiische Charakter gerichtlicher Entscheidungen. Demnach würden die Mitglieder der Vereinten Nationalen Bewegung in Gerichtsprozessen meist mit Freiheitsstrafen belegt, während Anhänger des Georgischen Traums gegen Kaution oder Geldstrafen freikämen.
 Im September 2024 verabschiedete das von der Partei Georgischer Traum beherrschte Parlament ein Gesetz „über Familienwerte und den Schutz von Minderjährigen“, das gleichgeschlechtliche Ehen und die Adoption von Kindern durch homosexuelle Paare sowie Geschlechtsumwandlungen verbietet. Weiterhin stellt das an ein entsprechendes Gesetz in Russland angelehnte Gesetz auch sogenannte „Propaganda für nichttraditionelle Beziehungen“ unter Strafe. Der Außenbeauftragte der Europäischen Union, Josep Borrell, verurteilte das Anti-LGBTQ-Gesetzesvorhaben und erklärte, es bringe Georgien weiter von seinem Weg Richtung EU ab. Einen Tag nach der Verabschiedung des Gesetzes im Parlament wurde die bekannte transgeschlechtliche Aktivistin Kesaria Abramidze in ihrer Wohnung in Tiflis ermordet.

### Militär
Die Streitkräfte Georgiens umfassen knapp 37.000 Berufssoldaten in den Teilstreitkräften Heer, Luftwaffe und Nationalgarde. Die aktive Reserve umfasst rund 120.000 Mann und kann im Ernstfall auf 250.000 Mann aufgestockt werden.
Die Marine Georgiens wurde im Jahr 2009 aufgelöst; die noch operierenden Boote wurden an die Küstenwache übergeben.
Seit 2004 werden die Streitkräfte Georgiens beschleunigt nach NATO-Standards modernisiert. Beliefen sich noch 2003 die Verteidigungsausgaben lediglich auf 24 Millionen US-Dollar, waren es 2013 knapp 400 Millionen US-Dollar, mit 2,7 % des BIP über dem europäischen Durchschnitt. 2007 hatten sich die Ausgaben auf 22 % des Staatshaushalts bzw. 7 % des Bruttosozialprodukts, konkret auf mehr als 2,7 Milliarden US-Dollar, gesteigert.

## Wirtschaft

### Frühe Geschichte
In vorchristlicher Zeit blühte der Handel zwischen Georgien und der antiken Welt. Über den Rioni verschiffte man Waren von Kutaia, dem heutigen Kutaissi, zur Hafenstadt Phasis, dem heutigen Poti. Dabei wurden nicht nur Gold, Silber, Kupfer, Mangan und Eisen aus dem Kaukasus verschifft, mindestens seit dem 6. Jahrhundert v. Chr. handelte man auch mit georgischem Wein. Der Quevri-Wein wird vorwiegend in der Region Kachetien angebaut und gärt im Maischeverfahren in Amphoren, die im Boden eingegraben sind. 2013 wurde diese spezielle Methode in die UNESCO-Liste des immateriellen Kulturerbes der Menschheit aufgenommen.
Seit etwa 1000 v. Chr. setzte sich die Eisenverarbeitung durch. Bereits im dritten Jahrhundert v. Chr. war Georgien die Waffenschmiede der Antike.

### Die sowjetische Zeit und der Übergang zur Marktwirtschaft
Im 20. Jahrhundert konzentrierte sich die Wirtschaft Georgiens auf den Tourismus im Kaukasus und am Schwarzen Meer, den Anbau von Zitrusfrüchten, Weintrauben und Tee sowie den Abbau von Steinkohle, Mangan und Kupfer. Im Westen wurden Rinder, im Osten Schafe gezüchtet. Es gab einen kleinen industriellen Sektor, der Metalle, Maschinen, Chemikalien und Textilien produzierte.
Nach dem Zusammenbruch der Sowjetunion erlitt Georgien im Vergleich zu anderen Nachfolgestaaten der Sowjetunion einen außerordentlich schweren Wirtschaftskollaps. Im Dezember 1990 verhängte Russland eine Wirtschaftsblockade über Georgien. Bürgerkriege und Unabhängigkeitskämpfe in Abchasien, Adscharien, Südossetien und Westgeorgien verschärften die Krise. Die Produktion in Industrie und Landwirtschaft ging zurück. Das Produktionsvolumen rutschte bis 1994 auf ein Viertel des Niveaus von 1989. Die Arbeitslosigkeit in der Hauptstadt Tiflis stieg auf 40 Prozent.
Hilfe vom Westen kam erst 1995, als Weltbank und Internationaler Währungsfonds (IWF) Georgien Kredite in Höhe von 206 Millionen US-Dollar und Deutschland in Höhe von 50 Millionen D-Mark gewährten. Zwischen 1995 und 1997 stieg das Produktionsvolumen auf etwa 30 Prozent des Niveaus zu Sowjetzeiten; bis 2001 erreichte es etwa 35 Prozent. 32 Prozent der Bevölkerung lebte unterhalb der Armutsgrenze und 13 bis 15 Prozent der Haushalte lebten in extremer Armut (Statistik 2001). Die Gehälter hielten mit der Inflation nicht Schritt, Alterspensionen lagen bei rund 19 Euro monatlich, Bürgerkriegsflüchtlinge erhielten maximal 6 Euro monatliche Unterstützung. Im Oktober 1995 wurde der Lari (GEL) mit Unterstützung des IWF und der Weltbank als neue Währung Georgiens eingeführt. Bis zur Abwertung 1998 war die Währung stabil zum US-Dollar (1:1). Der Lari ist frei konvertierbar.

### Seit der „samtenen Revolution“ von 2003

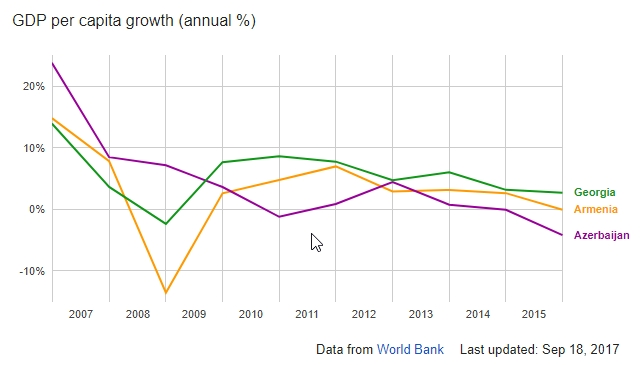
Wachstumsrate des BIP pro Kopf in Armenien, Georgien und Aserbaidschan von 2007 bis 2016

Nach der samtenen Revolution 2003 waren positive Entwicklungen in der georgischen Wirtschaft erkennbar. Insbesondere die Bürokratie wurde abgebaut und Georgien liegt seit Jahren auf dem Ease of Doing-Business-Index der Weltbank auf vorderen Rängen, beispielsweise 2015 vor der Schweiz oder Frankreich. Georgiens wirtschaftspolitische Reformen wurden auch im Beobachtungszeitraum 2007/08 im Bericht „Doing Business 2008“ der Weltbank ausdrücklich gelobt. Das Land konnte sich von Rang 112 auf Rang 18 verbessern und liegt damit zwischen der Schweiz (16.) und Deutschland (20.). Die Höhe der Direktinvestitionen in Georgien stieg 2005 auf 447,8 Millionen US-Dollar und 2006 auf mehr als 1 Milliarde USD. Das Kreditportfolio der georgischen Banken belief sich 2007 auf mehr als 1,5 Milliarden US-Dollar. Allerdings erbrachten die Privatisierungen bei weitem nicht die erhofften Erlöse. 2014 lebten 70 Prozent der Georgier kaufkraftbereinigt von weniger als fünf Dollar pro Tag. Obschon die Korruption im Alltag mit Polizei, am Zoll oder bei Richtern kaum mehr auftrete, waren 70 Prozent der Landwirtschaftsflächen nicht registriert, was das Bündeln der kleinteiligen landwirtschaftlichen Produktion verhindert und bedeutet, dass ein Landwirt im Schnitt nur einen halben Hektar bewirtschaftet; die vorherrschende Wirtschaftsform ist die Subsistenzwirtschaft. Die offizielle Arbeitslosenquote liegt bei knapp 15 %, inoffizielle Schätzungen belaufen sich auf 30–50 %. Die industrielle Produktion ist verhältnismäßig gering ausgeprägt und entwickelt.

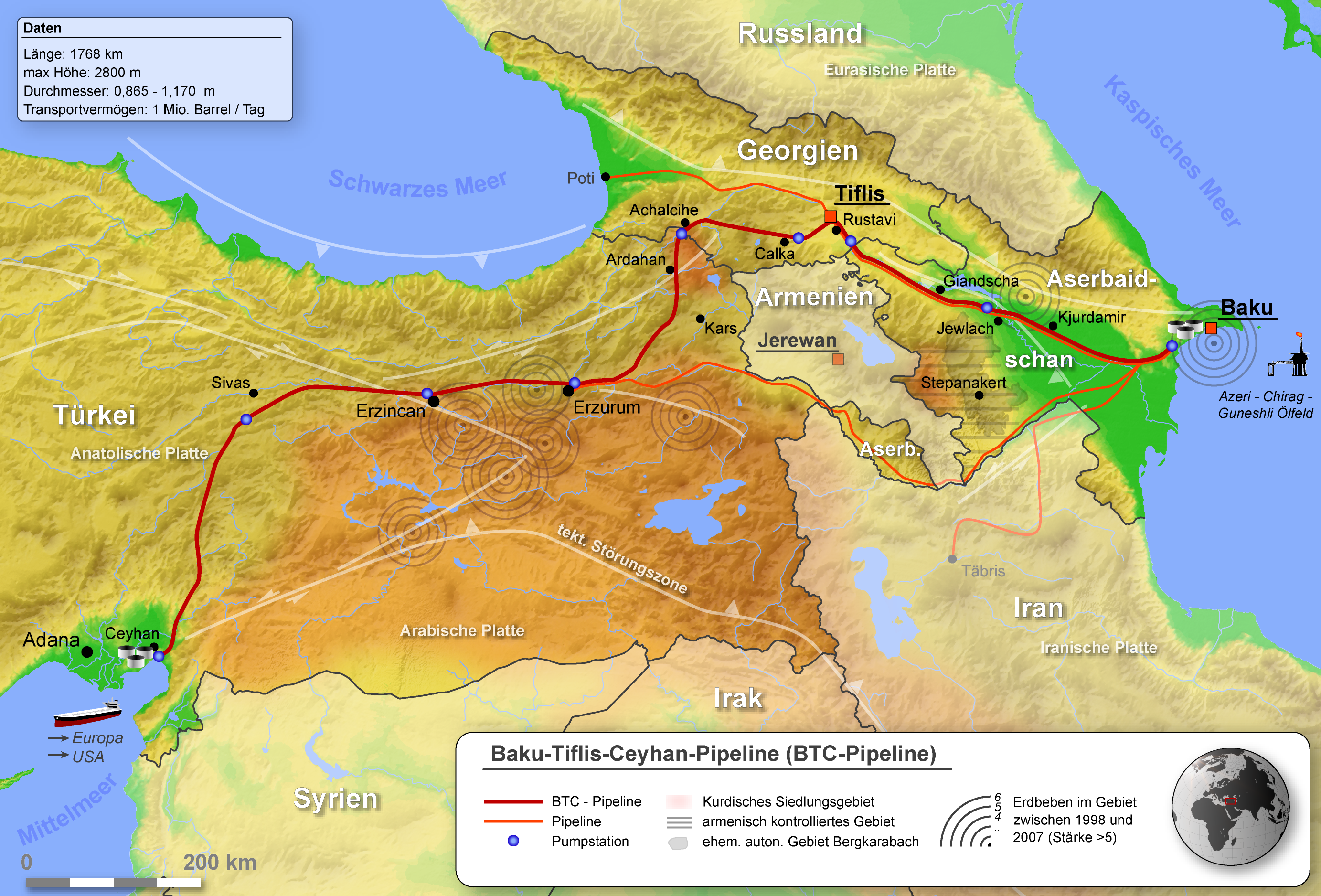
Baku-Tiflis-Ceyhan-Pipeline

Georgiens größter Außenhandelspartner ist die Türkei, gefolgt von Russland, Aserbaidschan und Deutschland (Stand 2002). Nach den USA ist Deutschland Georgiens zweitwichtigster Partner bei der Entwicklungszusammenarbeit. Anfang 2006 betrugen Georgiens Auslandsschulden 1,75 Milliarden US-Dollar. Ein Großteil des Geldes stammte von der Weltbank, dem Internationalen Währungsfonds (IWF) und der Europäischen Bank für Wiederaufbau und Entwicklung. Weitere Kreditoren sind die Staaten der GUS, vor allem Turkmenistan und Russland. Die Staatsverschuldung insgesamt betrug Ende 2011 10,1 Mrd. US-Dollar.
Wichtig für die wirtschaftliche Entwicklung ist ein internationaler Transport-Korridor durch die Schwarzmeerhäfen Poti und Batumi, eine große Ölpipeline vom aserbaidschanischen Baku über Tiflis nach Ceyhan in der Türkei, die Baku-Tiflis-Ceyhan-Pipeline (BTC) und eine parallel dazu verlaufende Gaspipeline, die Südkaukasus-Pipeline. Diese Pipelines machen Georgien für die Europäische Union und die USA geostrategisch bedeutsam, da sie das Öl und das Gas aus den Feldern am Kaspischen Meer an Russland vorbei in den Westen transportieren und so die europäische Abhängigkeit von russischen Exporten verringern.
Nach der Rezession von 2009 und einem erneuten Einbruch 2012/13 konnte sich die Wirtschaft Georgiens wieder erholen, u. a. durch die Marktöffnung Russlands. Um das Jahr 2014 reisten wieder jährlich 300.000 russische Touristen nach Georgien. Das Bruttoinlandsprodukt (BIP) Georgiens betrug im Jahr 2015 ca. 17 Mrd. US-Dollar. Das Bruttoinlandsprodukt pro Kopf betrug im selben Jahr 3.918 USD.
Zwischen 2005 und 2019 wuchs die georgische Wirtschaft im Schnitt pro Jahr um rund 5 %. 2020 schrumpfte sie infolge der Covid-Krise um 6,2 %. Die Arbeitslosigkeit stieg von rund 12 % Ende 2019 auf über 20 % im vierten Quartal 2020. Für 2021 wird erneut ein Wirtschaftswachstum von 4 % erwartet.
Im Global Competitiveness Index, der die Wettbewerbsfähigkeit eines Landes misst, belegt Georgien Platz 67 von 137 Ländern (Stand 2017–2018). Der Index für wirtschaftliche Freiheit 2024 des Landes war der 33 höchste von 176 Ländern.
Das Land führt eine Wertpapierbörse mit der Bezeichnung Georgian Stock Exchange.
| Jahr                                    | 2010  | 2015   | 2016   | 2017   | 2018   | 2019   | 2020   | 2021   | 2022   | 2023   |
| --------------------------------------- | ----- | ------ | ------ | ------ | ------ | ------ | ------ | ------ | ------ | ------ |
| BIP in Mrd. USD (Kaufkraftparität)      | 32,4  | 45,8   | 47,8   | 51,1   | 56,0   | 62,4   | 62,5   | 70,2   | 83,4   | 92,8   |
| BIP pro Kopf in USD (Kaufkraftparität)  | 8.522 | 12.292 | 12.814 | 13.725 | 15.010 | 16.755 | 16.817 | 18.814 | 22.607 | 24.849 |
| BIP-Wachstum (real)                     | 6,9 % | 3,4 %  | 3,5 %  | 5,2 %  | 6,1 %  | 5,4 %  | −6,3 % | 10,6 % | 11,0 % | 7,5 %  |
| Inflation (in Prozent)                  | 7,1 % | 4,0 %  | 2,1 %  | 6,0 %  | 2,6 %  | 4,9 %  | 5,2 %  | 9,6 %  | 11,9 % | 2,5 %  |
| Staatsverschuldung (in Prozent des BIP) | 31 %  | 36 %   | 39 %   | 39 %   | 38 %   | 40 %   | 60 %   | 49 %   | 39 %   | 39 %   |

### Staatshaushalt
Der Staatshaushalt umfasste 2016 Ausgaben von umgerechnet 4571 Millionen US-Dollar, dem standen Einnahmen von umgerechnet 4266 Mio. US-Dollar gegenüber. Daraus ergibt sich ein Haushaltsdefizit in Höhe von 1,9 % des BIP. Die Staatsverschuldung betrug 2016 6,38 Milliarden US-Dollar oder 44,9 % des BIP. Das Außenhandelsvolumen war um ein Mehrfaches gestiegen.
Der Anteil der Staatsausgaben (in % des BIP) folgender Bereiche betrug 2020:
- Gesundheit: 7,6 %
- Militär: 1,7 % (2023)
- Bildung: 3,6 % (2021)

### Gewerkschaften
Der Georgische Gewerkschaftsbund, engl. Georgian Trade Union Confederation (GTUC) ist Mitglied des Internationalen Gewerkschaftsbundes (IGB). Die Zahl der Mitglieder in den zum GTUC gehörenden Einzelgewerkschaften wird mit 151.872 Mitgliedern (Stand: November 2017) angegeben.
Die größte Einzelgewerkschaft ist die Education and Science Workers Free Trade Union. Sie ist Mitglied in der Bildungsinternationale.
Weitere Mitgliedsgewerkschaften des GTUC sind u. a.:
- Trade Union of Georgian Automobile Transport und Highways' Workers (Mitglied in der Internationalen Transportarbeiter-Föderation),
- Health, Pharmaceutical and Social Care Workers' Independent Trade Union (Mitglied in der Internationale der Öffentlichen Dienste),
- Artists' Trade Union.[109]

## Infrastruktur

Georgisches Fernstraßennetz

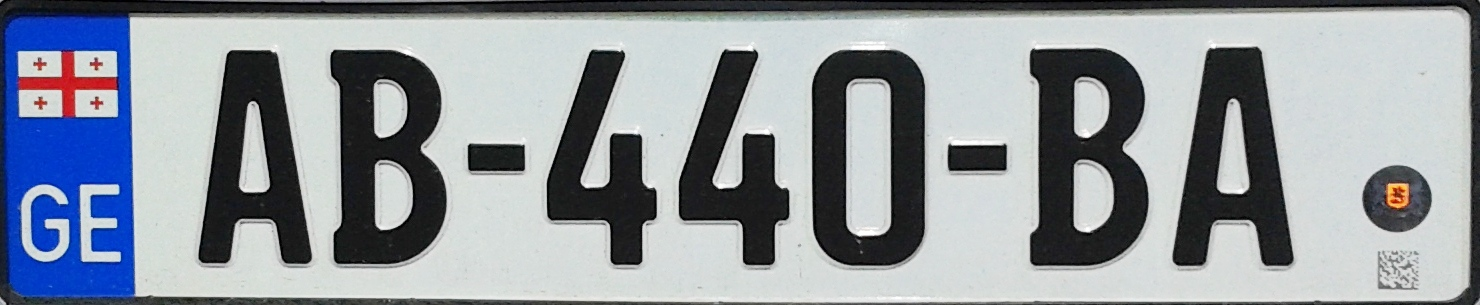
Georgisches Kfz-Kennzeichen

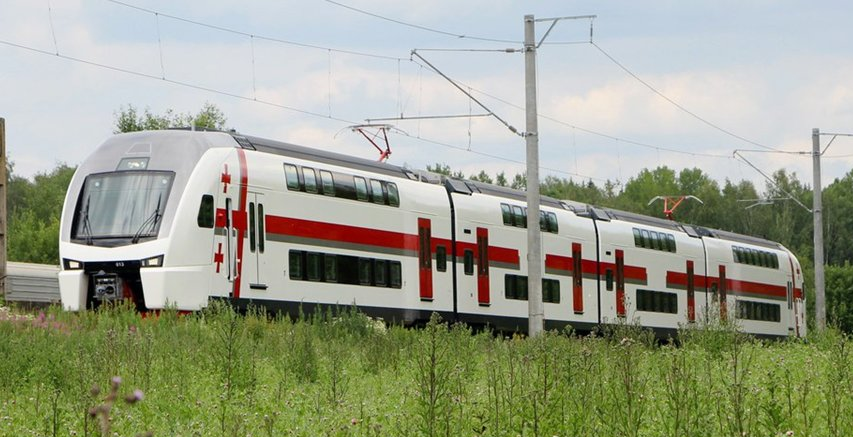
Doppelstöckiger Zug der Baureihe ESh2 Eurasia (2016), Stadler KISS

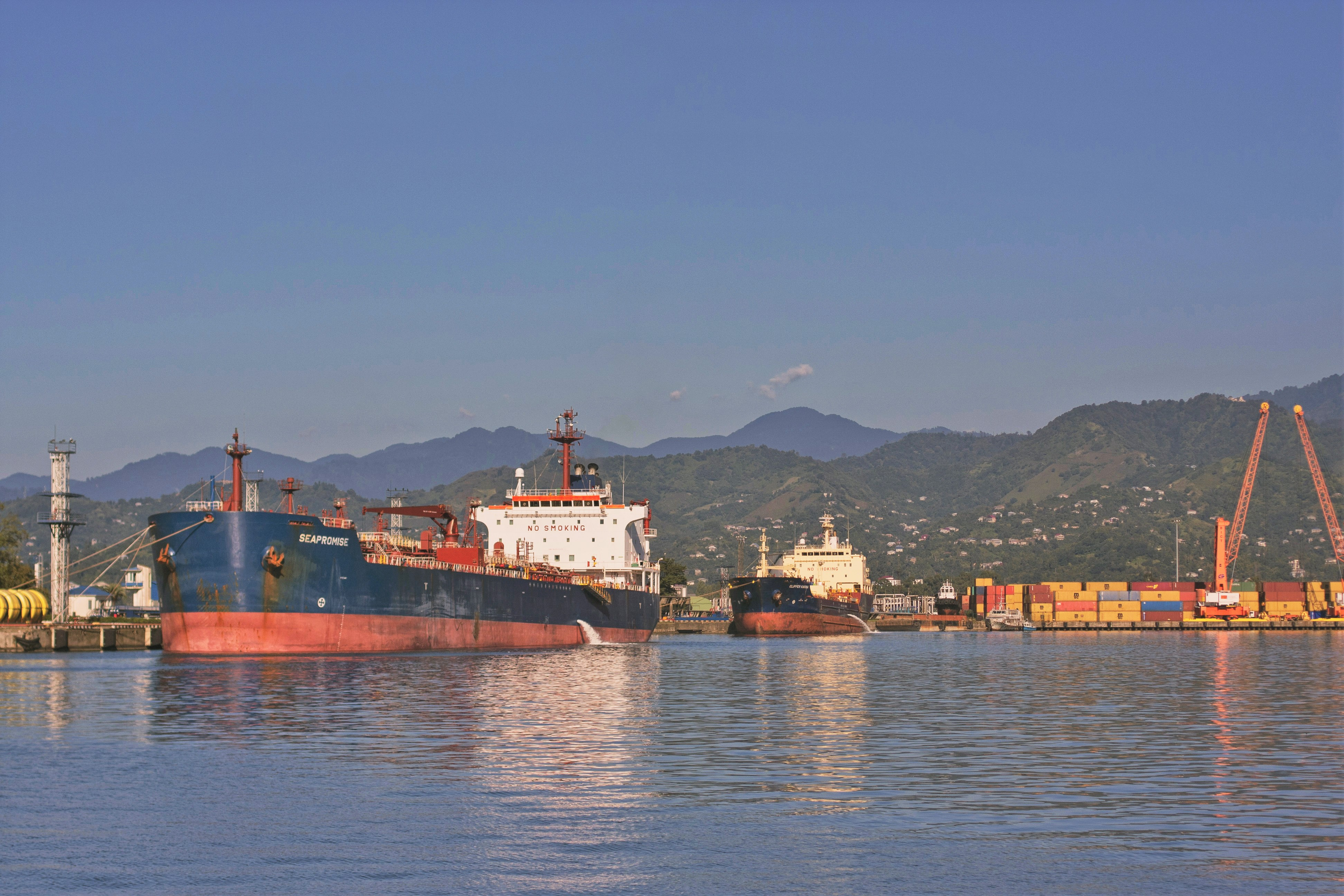
Seehafen von Batumi

### Straße
Wie in den meisten Nachfolgestaaten der Sowjetunion ist auch in Georgien das Straßennetz relativ gering ausgebaut. Vierspurige Abschnitte sind vornehmlich in der Metropolregion Tiflis anzutreffen. 2006 betrug die Gesamtlänge des georgischen Straßennetzes 20.329 km, davon waren rund 39 % befestigt. Die Länge der internationalen Fernstraßen beträgt 1.495 km, die der staatlichen internen Straßen 3.354 km und rund 15.480 km fallen auf die Gemeindestraßen.

### Eisenbahn
Das Schienennetz der georgischen Eisenbahngesellschaft Sakartwelos Rkinigsa hat eine Gesamtlänge von 1612 km (97,7 % in „russischer“ Breitspur) und ist nahezu vollständig elektrifiziert. Entsprechend den geographischen Gegebenheiten verläuft die Hauptverkehrsachse in West-Ost-Richtung. Die Eisenbahninfrastruktur umfasst 126 Bahnhöfe, 45 Tunnel und 1714 Brücken. Die wichtigsten Linien verbinden die georgische Hauptstadt Tiflis mit Batumi und Poti am Schwarzen Meer, mit Baku am Kaspischen Meer und mit Armenien.

### Flugverkehr
Insgesamt befinden sich im Land drei wichtige Flughäfen: Tiflis, Kutaissi und Batumi.
Inlandsverbindungen bestehen zwischen Tiflis und Batumi sowie Tiflis und Kutaissi. Vom Natakhtari Airfield gibt es regelmäßige Flüge in den Touristenort Mestia.

### Häfen
Durch die günstigen Klimabedingungen und die attraktive geografische Lage haben georgische Seehäfen gute Entwicklungsmöglichkeiten. Nach Angabe der georgischen Regierung wurden 2010 insgesamt 48,4 Mio. Tonnen Seefracht in Georgien transportiert und somit 7 % mehr als im Vorjahr.
Der mit weitem Abstand wichtigste Containerumschlagsplatz ist der Hafen Poti mit 92,8 %, mit einem Wachstum von 21,4 % p. a. Auch wenn Batumi wesentlich weniger Container umschlägt, wuchs der Umschlag 2010 um 84,1 % im Jahresvergleich.
Poti

Poti am Schwarzen Meer ist ein wichtiger Transportknoten auf dem Weg von Westen nach Osten und soll künftig „das maritime Tor Georgiens“ werden. Heute hat der Hafen eine Schutzmauer und ist damit von den Wetterbedingungen unabhängig.
Batumi

Der Seehafen von Batumi liegt im Südosten des Schwarzen Meeres an der georgischen Seeküste und die gesamte Fläche beträgt 22,2 ha. In Zukunft sollen auf dem Hafengelände der neue Hafen für den Export und Transit von Öl sowie drei Cargoterminals gebaut werden.
Heute verfügt der Hafen über drei Ölterminals. Die Güter werden per Straßen- und Schienenverkehr antransportiert. Bis 100.000 TEU jährlich können in Batumi umgeschlagen werden. Vier Cargoterminals und der Passagierhafen gehören ebenso zur Infrastruktur des Hafens. Die ausländischen Investoren planen auch die Erweiterung um eine Raffinerie.

### Feuerwehr
In der Feuerwehr in Georgien waren im Jahr 2019 landesweit 5128 Berufsfeuerwehrleute organisiert, die in 119 Feuerwachen und Feuerwehrhäusern, in denen 200 Löschfahrzeuge und 15 Drehleitern bzw. Teleskopmasten bereitstehen, tätig sind. Die nationale Feuerwehrorganisation im Innenministerium საგანგებო სიტუაციების მართვის repräsentiert die georgischen Feuerwehren.

## Kultur

### Antike, Mittelalter
Bereits in der Antike wurden auf dem Gebiet des heutigen Georgien goldene Kelche und kunstvolle Schwerter hergestellt. Das Land war reich an metallenen Bodenschätzen, verarbeitete sie seit dem 6. Jahrhundert v. Chr. und trieb damit Handel. Griechische und römische Reisende beschrieben ausgebaute Straßen, mit Ziegeln gedeckte Häuser, große Städte und Festungen.
Die georgische Kultur des Mittelalters war byzantinisch geprägt. Die frühen ein- und dreischiffigen Basiliken (Nekresi, Dsweli Schuamta) aus dem 4. Jahrhundert stehen auf den Fundamenten antiker Tempel, sind klein und haben einen fast quadratischen Grundriss. Im 10. und 11. Jahrhundert entstanden große Kreuzkuppelkirchen (Swetizochweli-, Alawerdi- und Bagrati-Kathedrale).

### Literatur

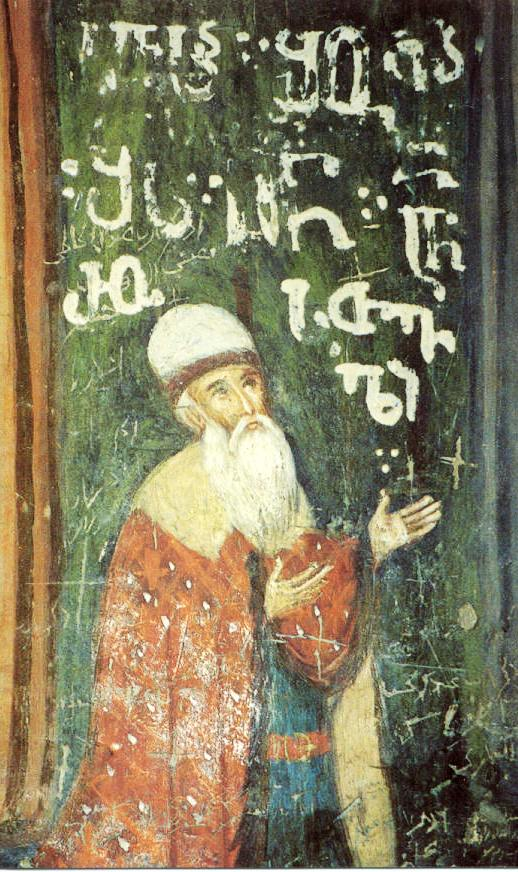
Schota Rustaweli, Schriftsteller des Mittelalters

### Theater, Oper, Musik

Staatliches Opernhaus, Tiflis

Georgien zählt 58 professionelle Bühnen, 39 davon widmen sich dem Drama. Bereits im 3. Jahrhundert v. Chr. wurde in Georgien Theater gespielt. Das Georgische Nationaltheater wurde 1791 in Tiflis gegründet, 1851 das Staatliche Theater für Oper und Ballett. Der Bassist Fjodor Schaljapin debütierte dort als Oberpriester in Giuseppe Verdis Aida. Der Tänzer Georgi Balantschiwadse wurde unter dem Namen George Balanchine einer der international wichtigsten Choreografen. Künstlerische Leiterin des Georgischen Nationalballetts ist seit 2004 die Primaballerina des Moskauer Bolschoi-Theaters, Nino Ananiaschwili.
Die traditionelle georgische Musik ist polyphon. Die musikalische Sprache ist vielfältig und regional äußerst unterschiedlich. Die Stimmführung und Harmonik des georgischen Chakrulo-Gesangs sind weltweit einzigartig. Die Entwicklung der georgischen Polyphonie geht der europäischen um mindestens dreihundert Jahre voraus. Nach neuen Forschungen basiert sie neben dem eigenen Notensystem auf eigenständigen theoretischen Grundlagen mit eigenem Tonlagesystem. In den in Texten alter Lieder überlieferten Wörtern vermutet man Ähnlichkeiten mit altsumerischen Sprachen, die für die Sprachwissenschaft von eminentem Interesse sind. Chakrulo wurde 2008 als immaterielles Kulturerbe der Menschheit anerkannt. 2018 wurde Georgien beim Eurovision Song Contest von der Gruppe Iriao vertreten, deren Markenzeichen der traditionelle polyphone Gesang ist.
Wichtige georgische Komponisten des 20. Jahrhunderts sind Sakaria Paliaschwili, der europäische Klassik und georgische Volksmusik miteinander verband, Otar Taktakischwili, der sich ebenfalls stark an die Volksmusik anlehnte, Sulchan Zinzadse, Sulchan Nassidse und der Avantgardist Gija Kantscheli. Außerdem ist Aleksi Matschawariani zu nennen, der eine Synthese aus Elementen neuerer Musik und georgischer Folklore anstrebte.
Die junge Generation georgischer Komponisten macht mit elektronischer Musik auf sich aufmerksam. Dazu zählen Nika Machaidze (Künstlername: Nikakoi), TBA (gebürtig Natalia Beridse) und Gogi.ge.org (gebürtig Gogi Dsodsuaschwili). Seit 2004 ist die georgisch-britische Singer-Songwriterin Katie Melua vorrangig in Westeuropa erfolgreich.
Georgien konnte bereits dreimal den Junior Eurovision Song Contest gewinnen (2008 mit Bzikebi, 2011 mit CANDY und 2016 mit Mariam Mamadaschwili) und richtete ihn 2017 selbst in Tiflis aus.

### Film

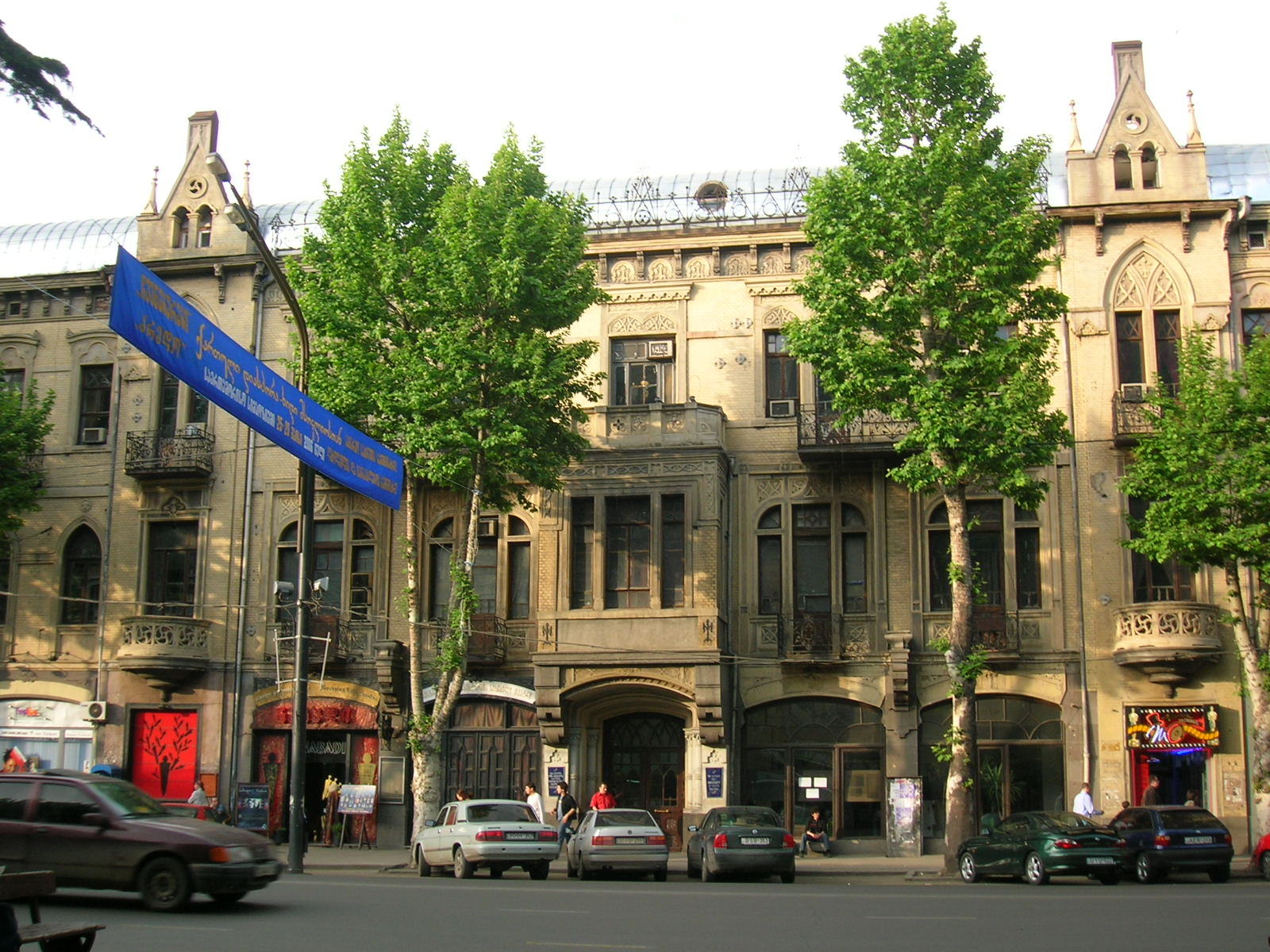
Staatliches Georgisches Institut für Theater und Film in Tiflis

Georgiens Filmkunst ist international angesehen. Am 16. November 1896 wurde das erste Kino in Tiflis eröffnet. Der erste georgische Film entstand 1912. Die Filmindustrie konzentrierte sich in den Grusia-Film-Studios. Internationale Preise erlangten Tengis Abuladse (Magdanas Esel – Cannes 1956, Die Reue – Cannes 1987), Otar Iosseliani (Die Weinernte – Cannes 1966, Briganten – Venedig 1997), Nana Dschordschadse (1001 Rezepte eines verliebten Kochs – Karlovy Vary 1997, 27 Missing Kisses – Brüssel 2001) und Dito Tsintsadze (Schussangst – Festival Internacional de Cine de San Sebastián 2003).
Mit dem Niedergang der georgischen Wirtschaft ist auch die Filmproduktion eingebrochen. Viele georgische Regisseure arbeiten inzwischen im Ausland. Seit 2001 hat ein Nationales Zentrum für Cinematografie die Filmförderung übernommen. Es untersteht dem Kulturministerium. Ein unabhängiges Expertengremium wählt jährlich zwei Spielfilmprojekte aus, die zu 75 Prozent vom Zentrum finanziert werden.

### Bildung und Wissenschaft

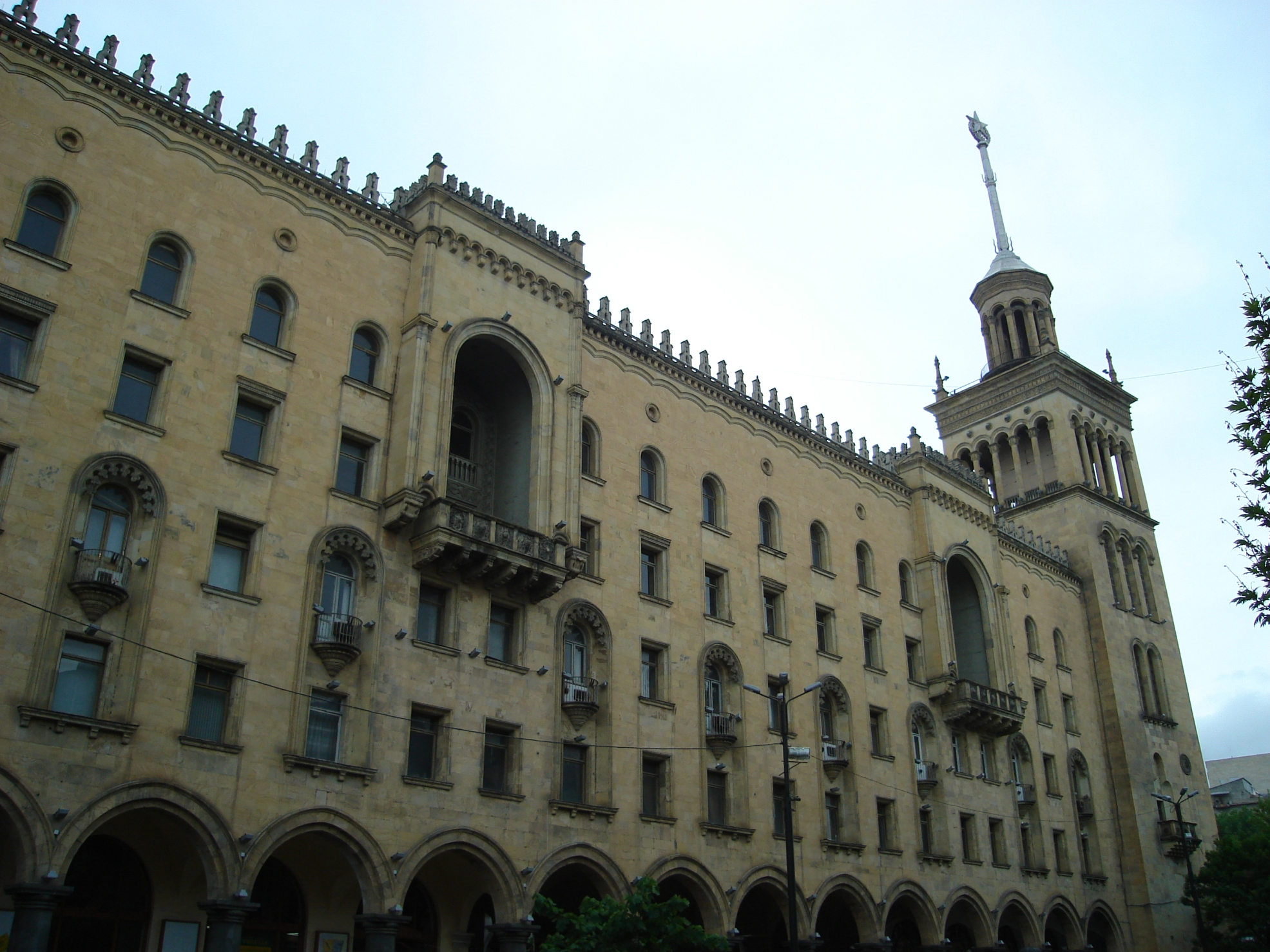
Georgische Nationale Akademie der Wissenschaften

In Georgien sind unter 1000 Einwohner statistisch 27,97 Studenten. Das sind mehr als in Deutschland oder in der Schweiz. Georgiens Regierung will die in den letzten Jahren rückläufigen Bildungsausgaben (2001: 2,3 Prozent des Bruttoinlandsprodukts) drastisch steigern. Präsident Saakaschwili nannte Georgiens Reichtum nicht Gold und Erdöl, sondern unsere Begabung, unseren Intellekt, unsere Fähigkeiten, unsere Bildung und unsere gebildeten Menschen.
Die wichtigsten wissenschaftlichen Einrichtungen sind die Staatliche Universität Tiflis mit rund 30.000 Studenten an 18 Fakultäten, die Georgische Technische Universität, die Staatliche Pädagogische Universität, die Staatliche Medizinische Universität und die Staatliche Universität für Sprache und Kultur in Tiflis sowie die Akaki-Zereteli-Universität Kutaissi. Die Georgische Nationale Akademie der Wissenschaften hat zehn wissenschaftliche Abteilungen und 63 Forschungsinstitute.
Georgien besitzt knapp 5000 Bibliotheken, rund 250 verschiedene Museen und ein Netzwerk von über 70 Archiven.
Die Alphabetisierungsrate lag 2015 bei über 99 %.

### Sport

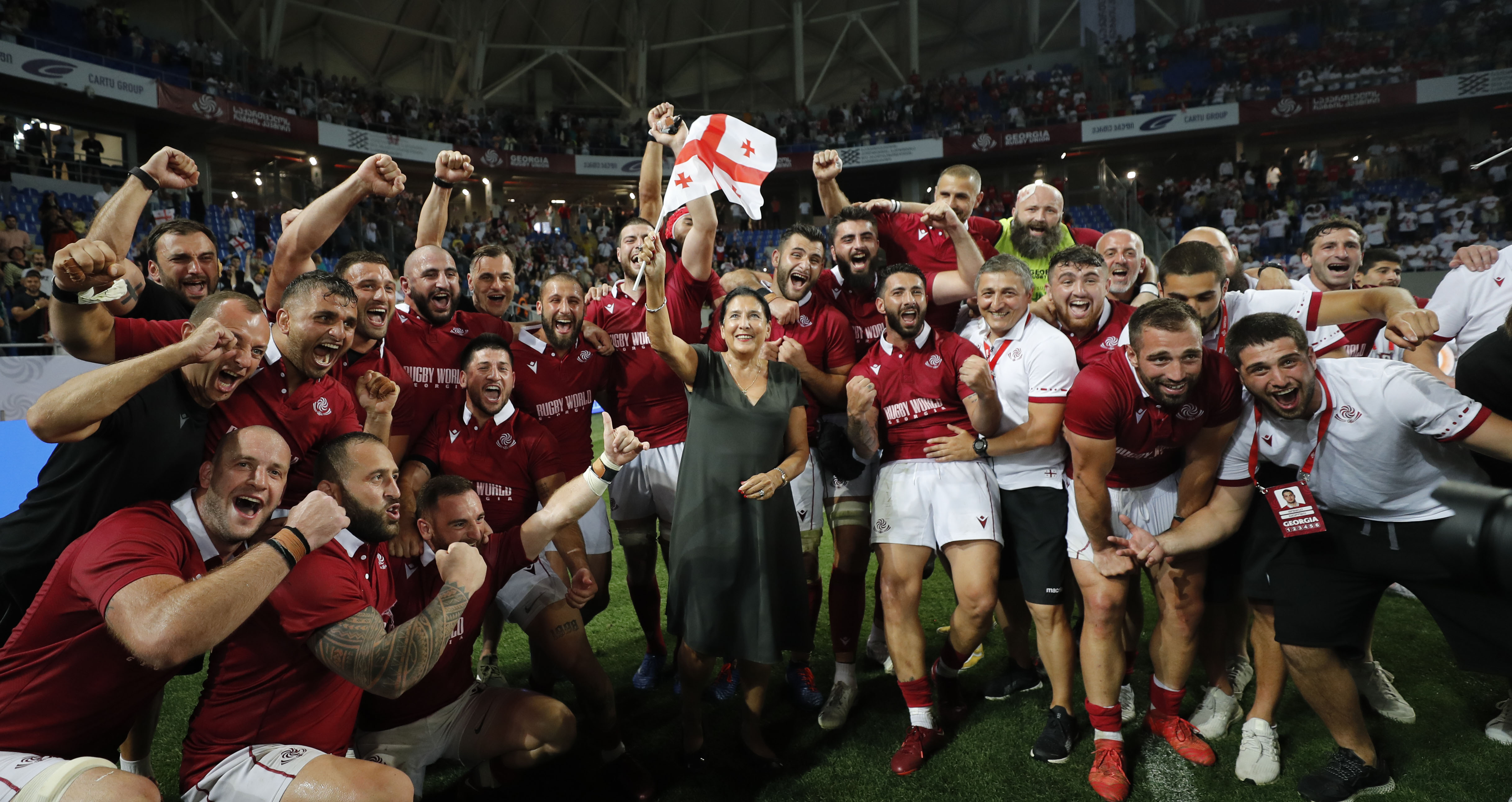
Die georgische Präsidentin Salome Surabischwili mit der georgischen Flagge nach dem historischen Sieg der georgischen Rugby-Nationalmannschaft über Italien in Batumi (2022)

Georgien hat eine lange Tradition im Ringen, der Griechisch-Römische Stil wurde vom antiken georgischen Ringstil beeinflusst.
Chidaoba wird seit dem Mittelalter praktiziert, zunächst als kriegerische Kampfart, dann als populärer Sport. Es wird im Freiluft-Arenen ausgeübt und von Musik, dem zurna-Blasinstrument und der doli-Trommel, und auch von Tanz begleitet. 200 verschiedene Griffe und Gegengriffe zeugen von der Kreativität der Ringer. Dieser historische Nationalsport wurde 2018 als immaterielles Kulturerbe der Menschheit anerkannt.
Fußball ist die beliebteste Sportart in Georgien. Die Nationalmannschaft wird vom georgischen Fußballverband (GFF) organisiert. Dieser organisiert die Herren-, Frauen- und Futsal-Nationalmannschaften sowie die Regional- und Nationalliga. Die erste georgische Liga ist die Erovnuli Liga mit zehn teilnehmenden Mannschaften. Rekordmeister ist der FC Dinamo Tiflis mit sechs Titeln. Der Verein trägt seine Heimspiele in der Boris-Paitschadse-Dinamo-Arena in Tiflis aus. Der moderne Fußball in Georgien wurde Anfang des 20. Jahrhunderts von englischen Matrosen eingeführt, die in Poti spielten.
Ebenfalls beliebt sind Rugby Union und das georgische Ballspiel Lelo burti (ლელო ბურთი), das Rugby ähnelt. Rugby Union gilt als Nationalsport Georgiens. Die georgische Nationalmannschaft (deren Spitzname Lelos ist) qualifizierte sich bisher für sechs Rugby-Union-Weltmeisterschaften, erreichte jedoch noch nicht die K.O.-Phase. Georgien gilt als eine der stärksten Nationalmannschaften Europas außerhalb der Six Nations und bei der Rugby-Union-Europameisterschaft trifft man auf andere aufstrebende Nationalmannschaften. Vor allem Spiele gegen den politischen Rivalen Russland stoßen auf großes Interesse und gelten als eine Art „David gegen Goliath“, auch aufgrund Georgiens positiver Gewinnbilanz gegenüber dem nördlichen Nachbarn. Seit 2002 spielen Georgien und Rumänien den Antim Cup aus; diese Trophäe ist nach dem in Georgien geborenen rumänischen Metropoliten Anthim der Iberer benannt. Als Heimatstadion dient das Micheil-Meschi-Stadion in Tiflis. Viele georgische Rugby-Spieler spielen für Profi-Clubs in Frankreich.
Etwa 20 Kilometer von der Hauptstadt Tiflis entfernt liegt die Motorsport-Rennstrecke Rustavi International Motorpark, benannt nach der nächstgelegenen Stadt Rustawi. Die ursprünglich 1978 eröffnete Strecke wurde 2011–2012 entsprechend den FIA-Regeln wiederaufgebaut und gilt als erste professionelle Rennstrecke in der Kaukasus-Region. Der georgische Präsident Micheil Saakaschwili nahm an der Eröffnungszeremonie am 29. April 2012 teil und setzte sich dabei persönlich hinter das Steuer eines Formel-3-Rennwagens.
Für Sport zuständig ist das georgische Ministerium für Sport und Jugend.
Special Olympics Georgien wurde 1990 gegründet und nahm mehrmals an Special Olympics Weltspielen teil.

### Küche

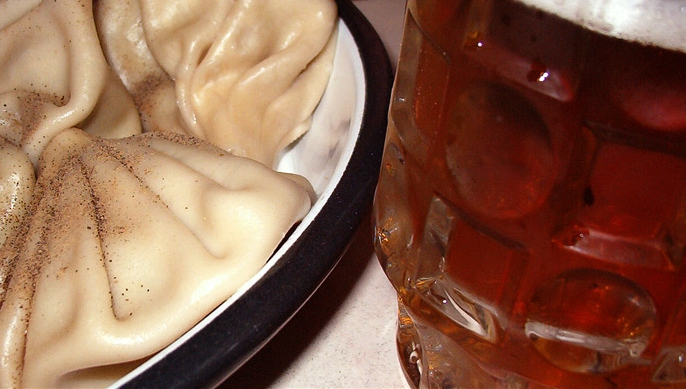
Chinkali, gefüllte Teigtaschen

Georgiens Küche galt als die Haute Cuisine der sowjetischen Küche. Sie ist für ihre Qualität und regionale Vielfalt bekannt. Am Wochenende treffen die Familien mit ihren Gästen an einer großen Tafel zusammen, der sogenannten Supra. Je wichtiger der Anlass oder die Gäste sind, desto traditioneller sind die Gerichte. Dabei wird stets im Überfluss serviert, um Großzügigkeit zu demonstrieren. Obgleich es in Tiflis Hamburger-, Kebab- und Pizza-Restaurants gibt, hat ausländische Küche kaum Eingang in die georgische Esskultur gefunden.
Typische Vorspeisen sind gefüllte Auberginen mit Walnusspaste (Badridschani) und luftgetrocknetes Rindfleisch (Basturma). Hauptspeisen sind Schaschlik (georgisch Mzwadi), Hähncheneintopf mit Tomaten-Zwiebel-Soße (Tschachochbili) und Hammeleintopf mit Auberginen (Tschanachi). Dazu gibt es Walnusssoße (Basche), Mirabellensoße (Tqemali) und verschiedene Peperonipasten (Adschika). Beliebte Desserts sind süße Würste aus Walnüssen in Traubensaftpüree (Tschurtschkella) oder Nüsse mit Joghurt (Matsoni) und Honig. Den kleinen Hunger stillen Teigtaschen mit Hackfleischfüllung (Chinkali), gebackenes Käsebrot (Chatschapuri) oder eine Rote-Bohnen-Suppe (Lobio).
Traditionelle Getränke sind georgischer Wein, Sekt, Weinbrand und Tschatscha, ein Tresterbrand. Die Festtafel wird von einem Tamada (dt. Tischmeister) geleitet, der während der Mahlzeit kunstvolle Trinksprüche ausbringt. Nach jedem Spruch wird das Glas vollständig geleert und nachgeschenkt. Wer nicht mehr trinken will, zeigt das an, indem er das volle Glas stehen lässt. Gegen den Kater am Morgen wird Chaschi getrunken, eine starke Brühe aus Pansen mit viel Knoblauch.

### Feiertage
Gesetzliche Feiertage sind:
- 1. Januar (Neujahr)
- 7. Januar (orthodoxes Weihnachtsfest)
- 19. Januar (orthodoxe Epiphanie)
- 3. März (Muttertag)
- 8. März (Internationaler Frauentag)
- 9. April (Tag der Wiederherstellung der Unabhängigkeit Georgiens)
- 9. Mai (Siegestag)
- 12. Mai (St.-Andreas-Tag)
- 26. Mai (Unabhängigkeitstag)
- 28. August (Mariamoba, orthodoxer Mariä Himmelfahrtstag)
- 14. Oktober (Mzchetoba, georgisch-orthodoxes Fest)
- 23. November (Giorgoba, St.-Georgs-Tag).

Das orthodoxe Osterfest ist beweglich und ebenfalls ein gesetzlicher Feiertag (19. April 2009, 4. April 2010, 24. April 2011, 15. April 2012).

### Weltkulturerbe der UNESCO in Georgien
Die UNESCO erklärte bisher drei Stätten in Georgien zum Weltkulturerbe:
- Historische Denkmäler in Mzcheta (K/1994)
- Bagrati-Kathedrale und Kloster Gelati in Kutaissi (K/1994)
- Bergdörfer von Oberswanetien (K/1996)

### Immaterielles Kulturerbe der UNESCO in Georgien
Die folgenden Bräuche und Praktiken wurden von der UNESCO anerkannt:
- der polyphone Chakrulo-Gesang[118]
- Chidaoba-Ringen[121]
- das Georgische Alphabet mit drei Schrifttypen[127]
- die Quevri-Weinproduktion[94]

## Medien, Publizistik

### Printmedien
In Georgien werden 76 gedruckte Publikationen verlegt. Die Zeitungen und Zeitschriften sind unabhängig. Einzelne haben noch eine staatliche Beteiligung. Die beliebtesten Tageszeitungen sind Kwiris Palitra, Alia, Achali Taoba, Asawal Dasawali, Resonansi und die Sportzeitung Sarbieli. Die Auflagen liegen jeweils bei 10.000 bis 12.000 Exemplaren. Daneben gibt es Tageszeitungen der verschiedenen Volksgruppen: Swobodnaja Gruzija und Vetscherny Tbilisi (beide auf Russisch), Gürcistan (auf Aserbaidschanisch) und Wrastan (auf Armenisch).

### Elektronische Medien
Es gibt 52 von der Nationalen Kommunikationskommission Georgiens lizenzierte Fernsehstationen. Dazu gehören sieben öffentlich-rechtliche Kanäle, einschließlich des Öffentlichen Rundfunks Georgiens (SSM) und des adscharischen Fernsehens sowie zwei bis drei russische Programme. Sie werden vom Staat finanziert. Die wichtigsten privaten Stationen sind Imedi TV, Rustawi 2, Mse TV, Kawkasia und 202 TV. Der Öffentliche Rundfunk, Rustawi 2 und Mse TV sind politisch regierungsnah. Seit 2008 unterhält das georgische Militär einen eigenen, flächendeckend ausstrahlenden Fernsehsender Sakartwelo. Seit Januar 2011 sendet der TV-Kanal PIK von Tiflis aus Nachrichten in russischer Sprache. Zielgruppe sind insbesondere die Bewohner des zur Russischen Föderation gehörenden nördlichen Kaukasus.
Neben zwei Programmen des Öffentlichen Rundfunks verfügt das Land über viele private Radio-Stationen. Sie sind zumeist regional ausgerichtet. Darunter sind nicht nur Spartensender, sondern auch Sender der verschiedenen Volksgruppen. Radio Nor in Ninozminda wendet sich an Armenier in der Region Samzche-Dschawachetien, Radio AGFM an Aserbaidschaner in der Region Niederkartlien. In Tiflis produzieren die Stationen Ewrika und Seljonaja Wolna Programme für die russischsprachige Bevölkerung.
Der Internet-Dienst Civil Georgia bietet Nachrichten auf Englisch, Georgisch und Russisch. Allerdings spielte das Internet in Georgien im Jahr 2004 noch keine große Rolle. Nur fünf Prozent der Bevölkerung besaßen einen Computer. Etwa acht Prozent der Bevölkerung nutzte das Internet. 27 Prozent erklärten Meinungsbefragern im Juli 2004, sie hätten noch nie vom Internet gehört. Auch im Jahr 2012 betrugen die festnetzbasierten Internetzugänge nicht mehr als 10 Prozent, jedoch gab es über viereinhalb Millionen mobile Anschlüsse mit Internetzugang, was mehr als der Einwohnerzahl entsprach. Im Jahr 2023 nutzten 81,9 Prozent der Einwohner Georgiens das Internet.

### Presseagenturen
Neben der staatlichen Agentur Sakinformi gibt es die privaten Agenturen Caucasus Press und Prime News. Alle wichtigen internationalen Agenturen beschäftigen Mitarbeiter im Land.

### Ausländische Medien
Ausländische Fernsehsender werden meist über Kabel angeboten. Dazu gehören fast alle wichtigen russischen Kanäle (ORT, NTW, TWZ) und alle führenden westlichen Programme (CNN, BBC, Deutsche Welle, ESPN, Eurosport). Radio France Internationale betreibt einen UKW-Sender in Tiflis (102,9 MHz). Das staatliche Radio strahlt den georgischen Dienst von Radio Free Europe / Radio Liberty und der Voice of America aus. Die privaten Radiosender Ewrika und Zeljonaja Wolna übertragen die Programme des russischsprachigen Dienstes der BBC. Die ausländische Presse ist an den Kiosken hauptsächlich durch russische Titel präsent. Die wichtigsten russischen Tageszeitungen und Unterhaltungsblätter werden nach Georgien importiert. Die russischen Blätter Argumenty i Fakty und Komsomolskaja Prawda verfügen in Georgien über eigene Druckereien.

### Pressefreiheit
Die georgische Verfassung vom 24. August 1995 garantiert die Pressefreiheit und verbietet Zensur. Sie verbietet zugleich, die Medien oder ihre Verbreitung zu monopolisieren. Das am 17. Juni 2004 novellierte Pressegesetz erschwert es Klägern, Journalisten wegen ihrer Berichterstattung zu belangen. Zuvor waren Redakteure wegen angeblicher Ehrverletzung zu hohen Schadensersatzbeträgen verurteilt worden.
Die Nichtregierungsorganisation Reporter ohne Grenzen sieht in Georgien eine schwierige Lage für die Pressefreiheit.